# Château de Compiègne
 (mai 2016).
Si vous disposez d'ouvrages ou d'articles de référence ou si vous connaissez des sites web de qualité traitant du thème abordé ici, merci de compléter l'article en donnant les références utiles à sa vérifiabilité et en les liant à la section « Notes et références ».
Le château de Compiègne est une ancienne résidence royale et impériale située à Compiègne dans l'Oise (Hauts-de-France, France), à 70 kilomètres au nord-est de Paris.
Avec Versailles, Fontainebleau et les Tuileries, il fut une résidence et un lieu de pouvoir majeur lors du Second Empire, particulièrement avec les célèbres Séries de Compiègne, données par l’Empereur Napoléon III et l’Impératrice Eugénie de Montijo, par ailleurs dernière régente de la France.
Il fait l'objet d'un classement au titre des monuments historiques depuis le 24 octobre 1994. Le palais fait partie du Domaine national du château de Compiègne institué par le décret n°2022-906 du 17 juin 2022. Les parties intérieures ont été classées au titre des Monuments historiques intégralement et de plein droit par ce décret.

## Histoire

### Le palais mérovingien
Quatre palais se sont succédé à Compiègne. Le plus ancien remonte au début de la dynastie mérovingienne et datait vraisemblablement du règne de Clovis Ier. Il est probablement construit en bois et son emplacement est malaisé à déterminer.
De nombreux actes officiels sont datés de Compiègne, ce qui semble indiquer que les Mérovingiens y passaient du temps. C'est dans ce « palais royal » de Compiègne que meurt Clotaire Ier en 561, au retour d'une chasse à Saint-Jean-aux-Bois.
C'est à Compiègne que Clotaire II fait la paix avec son neveu Thibert II (ou Théodebert) en 604. Dagobert Ier y réunit en 633 le parlement qui décide de la fondation de la basilique Saint-Denis et c'est au palais qu'est conservé son trésor, partagé en 639 entre ses successeurs.
Sous les Carolingiens, Compiègne est fréquemment le lieu de réunion des « assemblées générales » d'évêques et de seigneurs et, à partir du règne de Pépin le Bref, devient un lieu important sur le plan diplomatique : c'est là qu'en 757 Pépin accueille, au milieu d'une grande assemblée, une ambassade de l'empereur de Constantinople Constantin V et qu'il reçoit l'hommage du duc de Bavière, Tassilon III. C'est là aussi que Louis le Pieux réunit plusieurs assemblées dont deux, en 830 et 833, tentent de le pousser à l'abdication.

### Le palais de Charles II le Chauve
Charles II le Chauve établit progressivement à Compiègne le siège de son autorité royale puis impériale. En 875, il y reçoit une ambassade de l'émir de Cordoue, Muhammad Ier, qui apporte de riches présents convoyés à dos de chameaux. Sacré empereur à Rome à la Noël 875, Charles II fonde en 877 l'abbaye Saint-Corneille de Compiègne qu'il établit à l'emplacement de l'ancien palais mérovingien, tandis que lui-même se fait construire un nouveau palais situé vers l'Oise, auquel l'abbaye sert de chapelle impériale, sur le modèle du palais que son grand-père Charlemagne avait créé à Aix-la-Chapelle.
Le fils de Charles II le Chauve, Louis II le Bègue, est intronisé et sacré à Compiègne en 877, dans la chapelle palatine, où il est enterré deux ans plus tard, en 879. C'est là qu'est sacré Eudes, duc de France, fils de Robert le Fort, proclamé roi en 888 par l'assemblée des grands de préférence à Charles III le Simple, trop jeune. Devenu roi à son tour, ce dernier séjourne fréquemment à Compiègne qui reste la principale résidence des souverains de la deuxième dynastie. C'est là que meurt le dernier des Carolingiens, Louis V le Fainéant, en 987.
Les Capétiens continuent à fréquenter Compiègne, mais le palais perd progressivement son rôle politique. Le développement de la ville de Compiègne les conduit à aliéner peu à peu l'ancien domaine royal au profit de la population. Philippe II Auguste renforce les murailles de la ville et fortifie le vieux palais carolingien en érigeant un donjon pour mieux contrôler l'Oise.
Le processus d'aliénation du domaine royal s'achève sous Louis IX ; seules la grande salle et la tour de l'ancien palais sont conservées comme siège et symbole de l'administration militaire et féodale, mais les grandes assemblées doivent désormais se tenir à l'abbaye Saint-Corneille de Compiègne. Le roi ne conserve à Compiègne qu'une modeste résidence en lisière de la forêt, au lieu-dit Royallieu.

### Le château médiéval

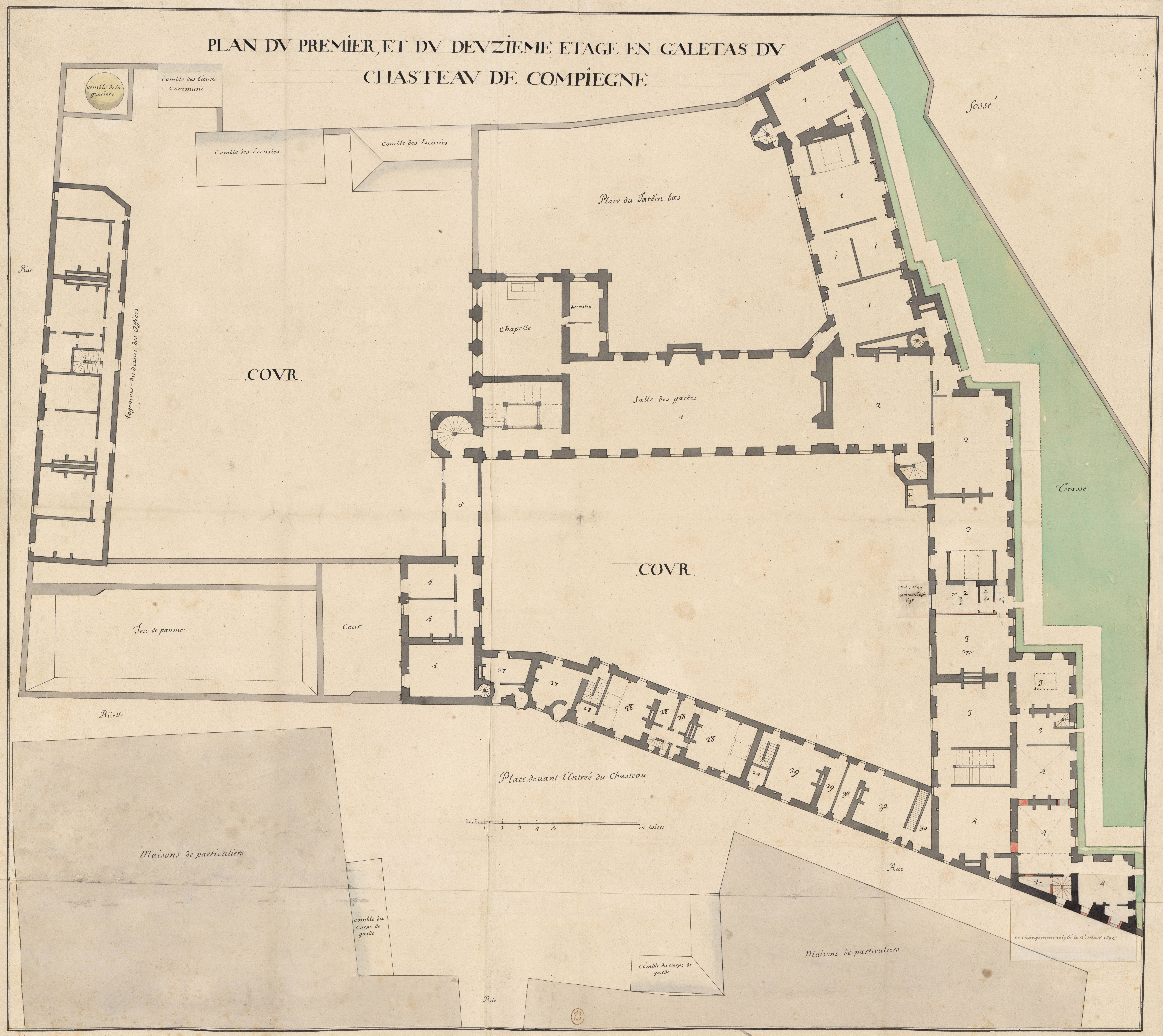
Plan du château en 1698.

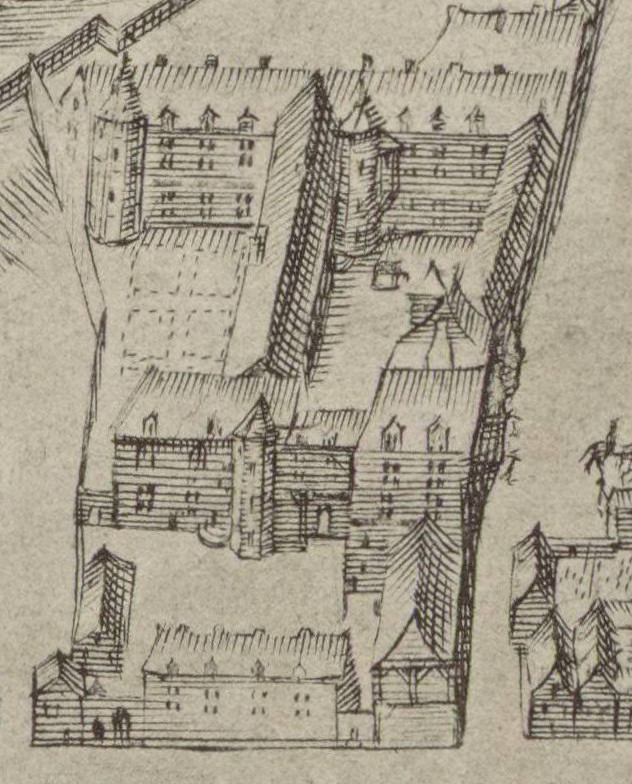
Le château au XVIIe siècle.

En 1238, à l'occasion du mariage à Compiègne de Robert Ier d'Artois avec Mathilde de Brabant, saint Louis a organisé un tournoi auquel ont participé trois cent trente-huit princes et chevaliers.
En 1358, alors qu'il n'est encore que régent du royaume, Charles V le Sage a réuni à Compiègne, dans l'ancien palais carolingien, les états généraux et éprouve le manque de sécurité du logis de Royallieu, en lisière de forêt. Il décide alors de bâtir un nouveau château, à l'origine du palais actuel, sur un terrain qu'il rachète en 1374 aux religieux de Saint-Corneille, à qui Charles II le Chauve l'a vendu. Il faut faire abattre les maisons qui s'y trouvent et les travaux ne sont pas terminés lorsque Charles V meurt en 1380.
C'est ce château qui, agrandi au fil des siècles, va donner naissance au château actuel ; il n'en subsistent que quelques vestiges noyés dans la maçonnerie du bâtiment.
C'est dans ce château que Charles VI réunit les états généraux de 1382. Les Rois séjournent fréquemment à Compiègne avec une interruption au XVe siècle, la ville tombant aux mains des Bourguignons entre 1414 et 1429. Charles VII, qui vient de se faire sacrer à Reims, y fait son entrée solennelle le 18 août 1429 et y séjourne pendant douze jours, inaugurant la tradition du séjour du Roi à Compiègne au retour du sacre, qui sera observée par presque tous les monarques jusqu'à Charles X inclus.
Il ne revient à Compiègne, accompagné du dauphin, le futur Louis XI, qu'en 1441, pour trouver un château très endommagé au cours de différents sièges, qu'il fait remettre en état et agrandir en 1451, à l'occasion d'un séjour prolongé. Charles VIII et Louis XII font plusieurs séjours à Compiègne. François Ier, qui y vient fréquemment, fait améliorer les bâtiments et se préoccupe de l'aménagement de la forêt. Son fils, Henri II, qui y séjourne pour des durées généralement plus longues, fait décorer la Porte-Chapelle, percée dans le rempart de la ville pour donner accès à la cour de la chapelle du palais.
Charles IX est à l'origine de la création d'un « jardin du Roi » d'environ six hectares (18 arpents), qui constitue l'amorce du futur parc. Les troubles des guerres de Religion sont peu propices à de longs séjours royaux à Compiègne. Henri III doit renoncer à tenir à Compiègne les états généraux de 1576, mais c'est en l'église de l'abbaye Saint-Corneille de Compiègne que son corps est transporté pour y être inhumé après son assassinat en 1589, Compiègne étant alors la seule ville royale à être encore « au roi ».
Le Château de Compiègne, inoccupé et mal entretenu durant les guerres de Religion, est devenu inhabitable. Lorsque Henri IV vient à Compiègne, il préfère loger en ville, tandis que l'atelier des monnaies est installé dans le palais en 1594. Toutefois, à partir de 1598, les travaux de réparation commencent.
Quand Louis XIII vient pour la première fois à Compiègne, en 1619, il trouve le séjour si agréable qu'il y revient trois fois dans l'année. En 1624, il s'y installe d'avril à juillet et reçoit au château une ambassade du roi d'Angleterre Jacques Ier ainsi que les délégués des Provinces-Unies. C'est au château que la reine-mère Marie de Médicis est priée par son fils de se retirer de la cour. Elle s’en enfuira le 19 juillet 1631. Lors de son dernier séjour, en 1635, Louis XIII ordonne la réfection totale des appartements du Roi et de la Reine, réalisée sous la régence d'Anne d'Autriche.
Sous Louis XIV l'exiguïté du château amène à construire en ville des bâtiments pour les grandes et petite chancelleries, les écuries du Roi et de Monsieur, des hôtels pour les ministres et leurs bureaux, car Compiègne est, avec Versailles et Fontainebleau la seule demeure royale où le Roi réunisse le Conseil. Pour autant, le roi considère avant tout Compiègne comme un séjour de repos et de détente ; il aime à y chasser et fait tracer le Grand Octogone, 54 routes nouvelles et construire des ponts de pierre sur les ruisseaux.
En 1666 a lieu le premier « camp de Compiègne », premier d'une série de seize grandes manœuvres militaires, dont le dernier se tiendra en 1847, destinées à la formation des troupes et de leurs chefs, à l'éducation des princes et au divertissement de la Cour et du peuple. Le plus important de ces camps est celui de 1698, le camp de Coudun, où, selon Louis de Rouvroy de Saint-Simon, « l'orgueil du Roi voulut étonner l'Europe par la montre de sa puissance [...] et l'étonna en effet ».
Après 1698 Louis XIV ne revient plus à Compiègne et le palais reste inoccupé pendant dix ans.
D'octobre 1708 à mars 1715, il accueille l'Électeur de Bavière Maximilien-Emmanuel, mis au ban de l'Empire et à qui son allié Louis XIV offre asile et protection à Compiègne.

### La reconstruction du château auXVIIIesiècle

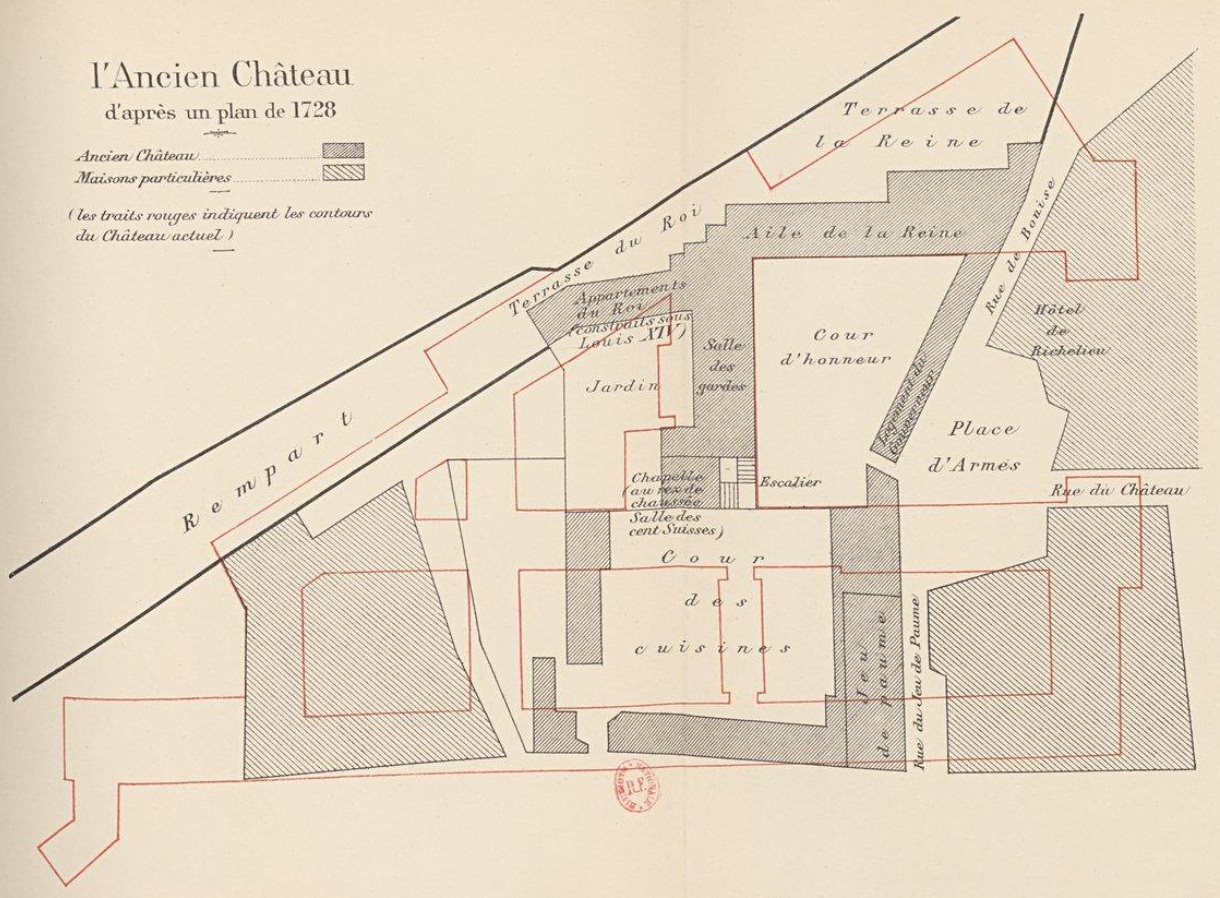
Les anciens bâtiments (hachurés) et le château reconstruit (lignes rouges).

Louis XV arrive pour la première fois à Compiègne le 4 juin 1728. Le jeune roi a choisi de s'établir au château pendant qu'est réuni à Soissons le congrès qui discute de la paix avec l'Espagne. Prenant un grand plaisir à chasser dans la forêt, il va chaque été y passer un à deux mois.
L'incommodité du château, ensemble de bâtiments sans unité, sans plan d'ensemble, mal reliés entre eux et trop petits devient manifeste. Après une campagne d'aménagements intérieurs (1733), des travaux d'agrandissement sont réalisés sous la direction de Jacques Gabriel de 1736 à 1740. Le château devint rapidement la résidence préférée de Louis XV, qui envisagea un temps d'y déplacer sa résidence permanente.
Entre 1740 et 1751, plusieurs projets de reconstruction totale sont présentés. Tous sont éclipsés par celui qu'Ange-Jacques Gabriel présente en 1751. Immédiatement agréé, il est aussitôt mis à exécution. Malgré les travaux, Louis XV continue de venir souvent à Compiègne, où il aime à chasser. C'est là qu'il choisit d'organiser, le 14 mai 1770, une réception en l'honneur de l'archiduchesse Marie-Antoinette d'Autriche, venue épouser le dauphin, futur Louis XVI, et accueillie en forêt de Compiègne quelques heures auparavant.

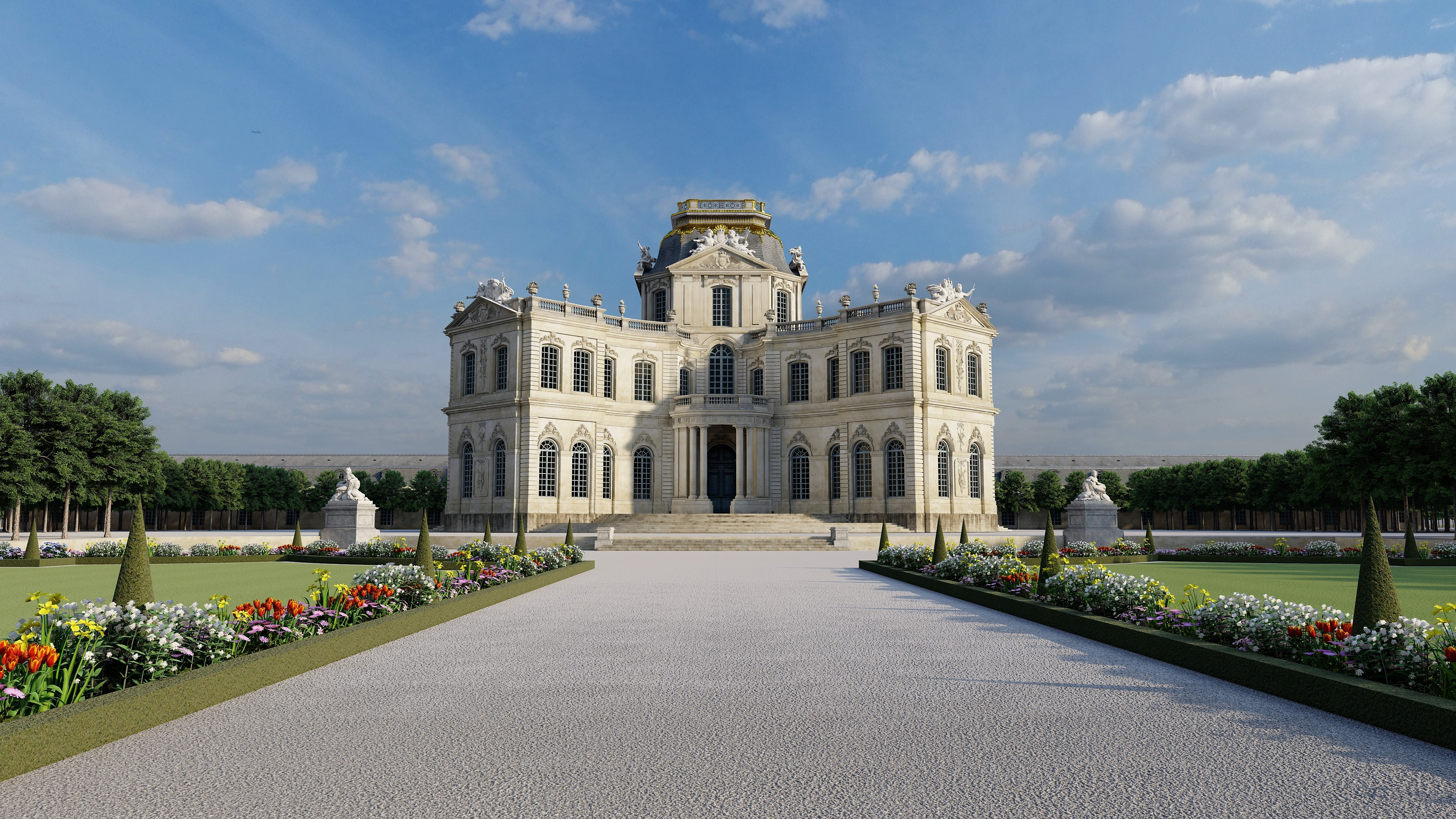
Projet de Robert de Cotte pour la reconstruction du château de Compiègne - Reconstitution 3D vue du jardin.

Sa mort en 1774 n'interrompt pas les travaux, qui sont poursuivis à partir de 1776 sous la direction de Louis Le Dreux de La Châtre, élève d'Ange-Jacques Gabriel avant de devenir son collaborateur; il achève la reconstruction du château en respectant scrupuleusement les plans de son maître. L'ensemble – gros œuvre et décors – est achevé en 1788.
Louis XVI vient très peu à Compiègne; il y séjourne une première fois en 1774, peu après son accession au trône, et, conformément à la tradition, s'y arrête en 1775 trois jours en allant à Reims et trois jours en y revenant. Par la suite, il n'y fait que quelques brefs séjours de chasse. L'accélération des travaux, à la suite de décisions prises par le roi et la reine en 1782, rendait au demeurant le château difficilement habitable. Le couple royal ne vit pas ses appartements terminés.
L'assemblée des notables de 1787 juge les dépenses effectuées à Compiègne excessives. Sous la Révolution française, le mobilier est vendu, comme celui des autres résidences royales (mai-septembre 1795). En 1799, une première section du Prytanée militaire est installée au château, avec d'autres éléments, elle forme l'école des arts et métiers, qui occupe le bâtiment jusqu'en 1806.

### Le palais après la Révolution

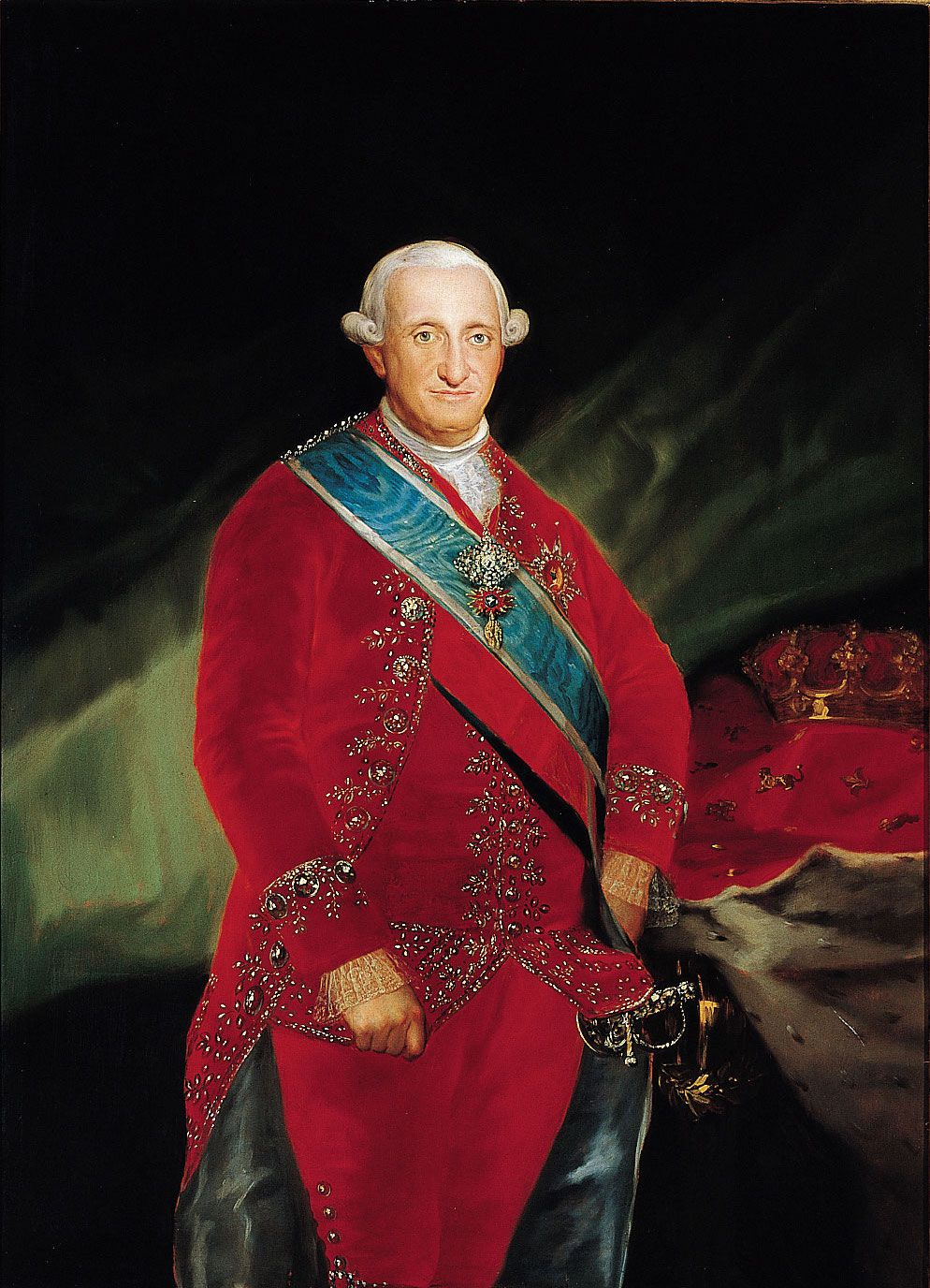
Le roi d'Espagne Charles IV, déposé par Napoléon Ier, séjourne à Compiègne pendant quelques mois en 1808.

#### Sous leIerEmpire
Le 12 avril 1807, par un décret daté de Finckenstein, Napoléon Ier ordonne la remise en état du palais. L'architecte Louis-Martin Berthault est chargé de la direction des travaux. Ceux-ci consistent en la mise hors d'eau du bâtiment et en de considérables travaux de réaménagement intérieur et de décoration. Une grande galerie (galerie de Bal) est notamment créée dans une aile de la cour des Cuisines à partir de 1809. Le jardin est entièrement replanté et une continuité est créée avec la forêt, le mur d'enceinte étant remplacé par une grille. Une pompe à feu remplaçant une précédente installation de 1786 est construite en 1810 sur le bord de l'Oise pour alimenter en eau le château.
Dans l'ancienne aile de la Reine, Berthault commence par aménager sommairement un appartement destiné au logement d'un roi étranger, qui ne tarde pas à recevoir le roi d'Espagne Charles IV qui arrive avec sa fille, la reine Marie-Louise d'Étrurie à Compiègne le 18 juin 1808, après avoir été contraint d'abdiquer. Il y reste jusqu'en septembre avant d'être transféré à Marseille, ville au climat méridional comme Madrid. La reine d'Étrurie quittera Compiègne pour Nice l'année suivante.
Napoléon accueille à Compiègne l'archiduchesse Marie-Louise d'Autriche, future impératrice, le 27 mars 1810 pour leur première rencontre. La Cour revient à Compiègne après le mariage, célébré à Paris. Elle y retourne l'été suivant, le couple impérial étant accompagné, cette fois-ci, du roi de Rome. En 1813, le palais abrite provisoirement le roi de Westphalie Jérôme Bonaparte et la reine Catherine de Wurtemberg.
Le 1er avril 1814, le palais est vaillamment défendu par le Major Otenin.

#### Sous la Restauration
Peu après, Louis XVIII, sur le chemin de Paris, choisit de s'y arrêter quelques jours pour analyser la situation avant de faire son entrée dans la capitale (29 avril-2 mai 1814).
Dans les années suivantes les princes et les princesses de la famille royale viennent fréquemment à Compiègne, mais toujours pour de brefs séjours d'un à deux jours, parfois même une nuit ou quelques heures, à l'occasion d'une chasse, avec une très petite suite.
Charles X fait son premier séjour à Compiègne comme roi de France du 8 au 10 novembre 1824, accompagné d'une suite nombreuse. Du 24 au 27 mai 1825, il s'y arrête sur le chemin de Reims et, au retour, séjourne au palais, selon l'usage, du 1er au 13 juin 1825. Il y vient ensuite fréquemment pour de brefs séjours de chasse, en dernier lieu du 24 au 29 mai 1830. Le palais est sous le majorat de Mathieu de Montmorency-Laval et Arnouph Deshayes de Cambronne.

#### Sous la monarchie de Juillet et la Deuxième République

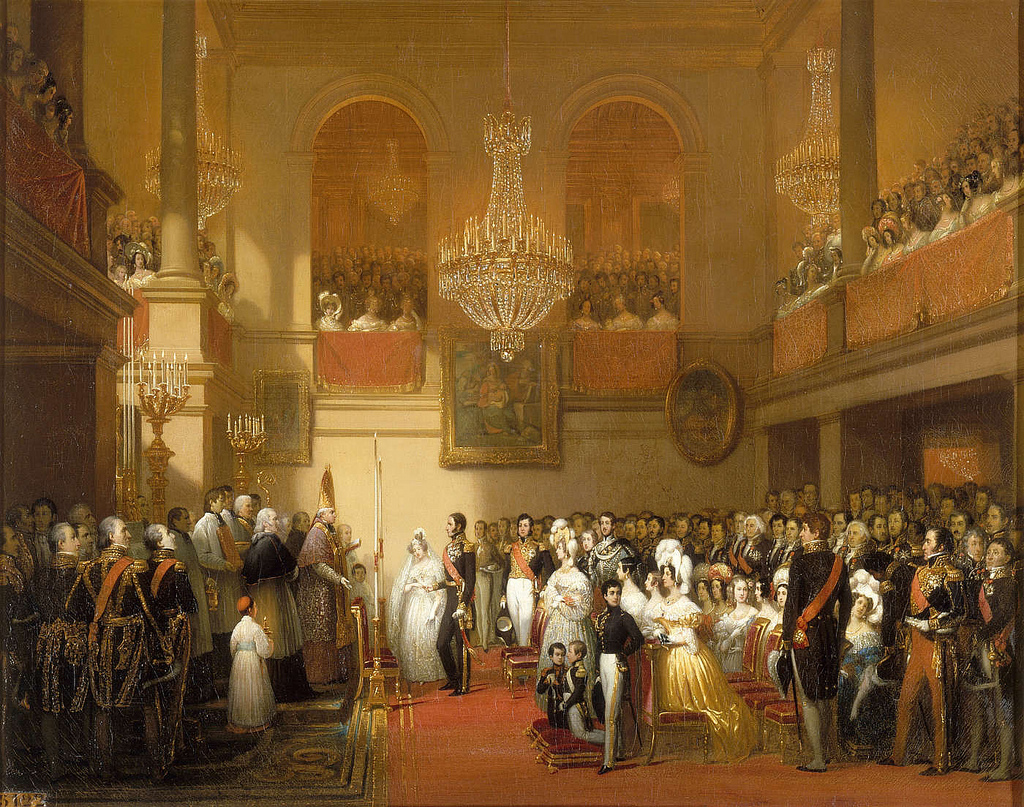
Joseph-Désiré Court, Le Mariage de Léopold Ier, roi de Belges, et de Louise d'Orléans, 1837, musée et domaine nationaux du Château de Compiègne.

Louis-Philippe Ier vient pour la première fois à Compiègne en 1832 pour préparer le mariage de sa fille aînée Louise d'Orléans avec le roi des Belges Léopold Ier, qui est célébré au palais le 9 août 1832.
Après la Révolution de 1848, Compiègne devient domaine national. Le Prince-Président, Louis-Napoléon Bonaparte, s'y rend en février 1849 à l'occasion de l'inauguration de la ligne de chemin de fer Compiègne-Noyon.

#### Les «Séries»

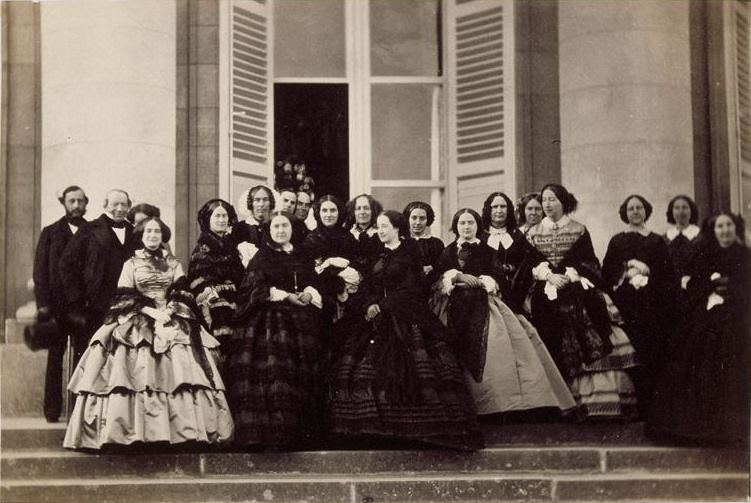
L'impératrice Eugénie avec les dames de la 3e série de 1856, sur la terrasse du palais.

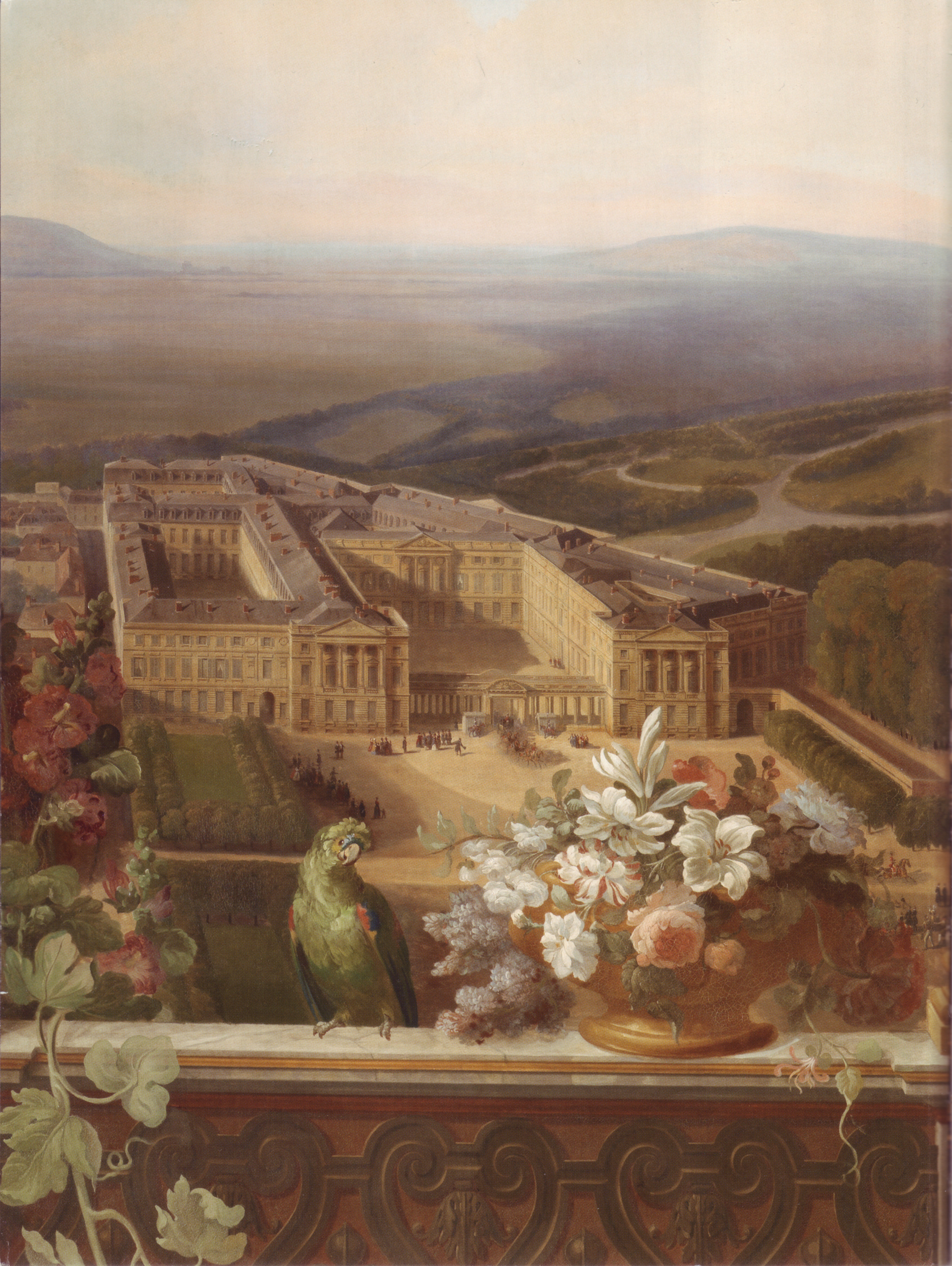
Jean-Antoine-Siméon Fort, le palais de Compiègne en 1842.

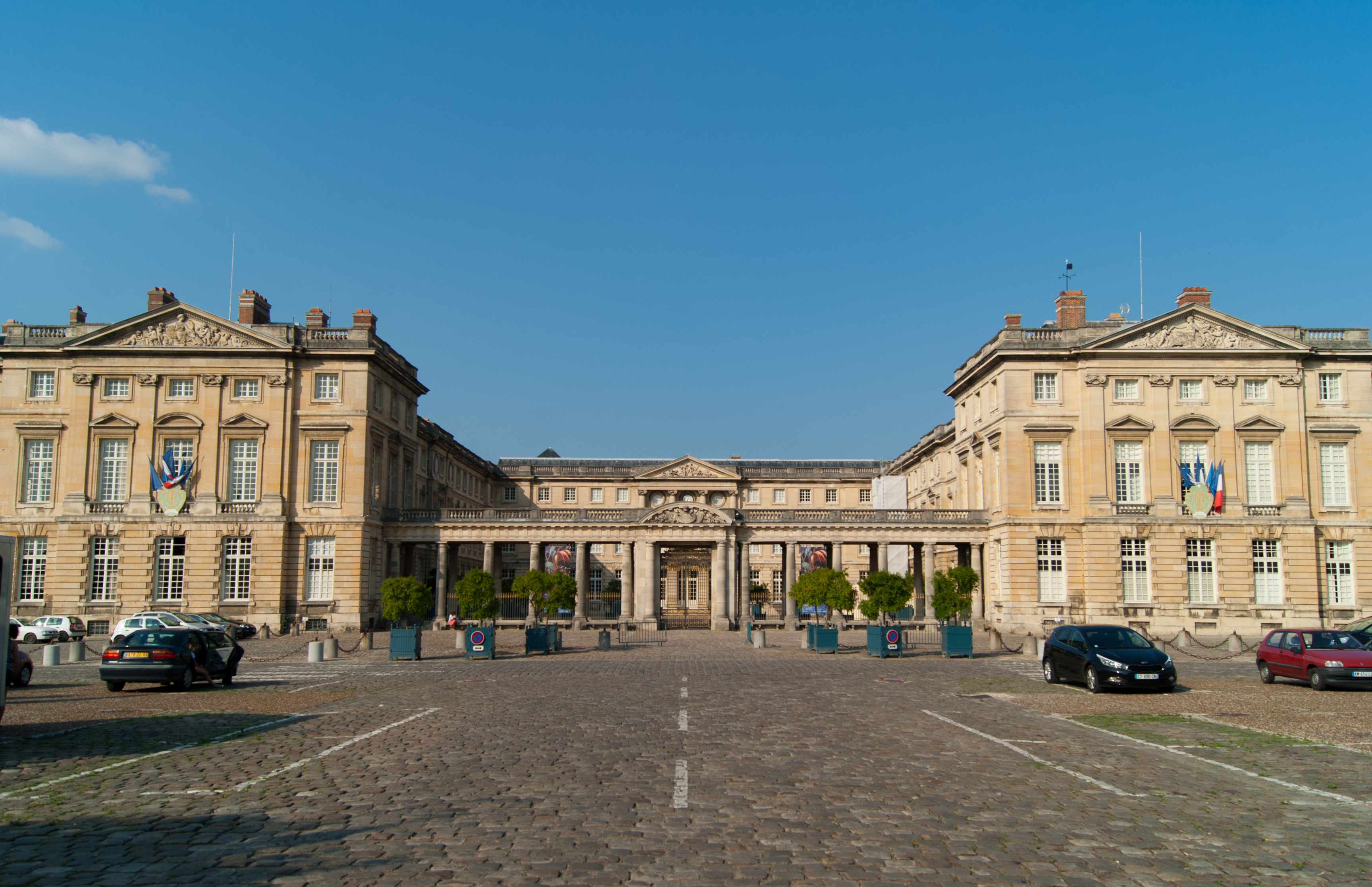
Entrée du château en 2013.

Devenu empereur, il revient y passer une dizaine de jours du 18 au 28 décembre 1852, avec une suite d'une centaine de personnes. Au cours de l'automne 1852, il y fait une cour assidue à Eugénie de Montijo. S'étant émerveillée lors d'une promenade dans le parc de l'effet produit par les gouttes de rosée sur un trèfle, elle se voit offrir dès le lendemain par l'Empereur une broche d'émeraudes et de diamants en forme de « trèfle de Compiègne ». La Cour revient à Compiègne en 1853 et 1855, mais ce n'est qu'en 1856 que commence la série des « Compiègne », c'est-à-dire un séjour d'un mois à un mois et demi chaque automne, pour les chasses en forêt, avec organisation des invités en « séries » d'une centaine d'invités chacune. Il y avait généralement quatre séries. L'étiquette est réduite à son minimum, les invités jouissant d'une large indépendance.

#### Depuis 1870
En 1870 et 1871, le château est occupé par les Prussiens.
Il accueille en 1901 le tsar de Russie Nicolas II, dernier souverain à résider à Compiègne. Pendant la Première Guerre mondiale, les Anglais s'y installent, puis l'état-major allemand en 1914. Le château est transformé en hôpital en 1915 avant d'abriter le Grand Quartier général de mars 1917 à avril 1918.
Après la Première Guerre mondiale, le service des Régions libérées s'installe au château et occasionne des dégâts importants : en 1919, un incendie dévaste la Chambre de l'Empereur et le Cabinet du Conseil. En 1939, avec la Seconde Guerre mondiale, le château est vidé de son mobilier, qui retrouvera sa place en 1945.
Le 23 septembre 2006, le château accueille le sommet France-Allemagne-Russie réunissant Jacques Chirac, Vladimir Poutine et Angela Merkel.
Le Château de Compiègne, appartenant à l'État, est affecté au ministère de la Culture et administré par la direction des musées de France. Les Musées et domaine nationaux du Château de Compiègne, dirigé par un conservateur du patrimoine ayant rang de conservateur en chef ou de conservateur général, est chargé de conserver les quatre musées qu'abrite le château, soit les Appartements historiques et leur mobilier, le Musée du Second Empire, le Musée de l'Impératrice et le Musée National de la Voiture.

## Architecture et décors: généralités

### Architecture du château duXVIIIesiècle

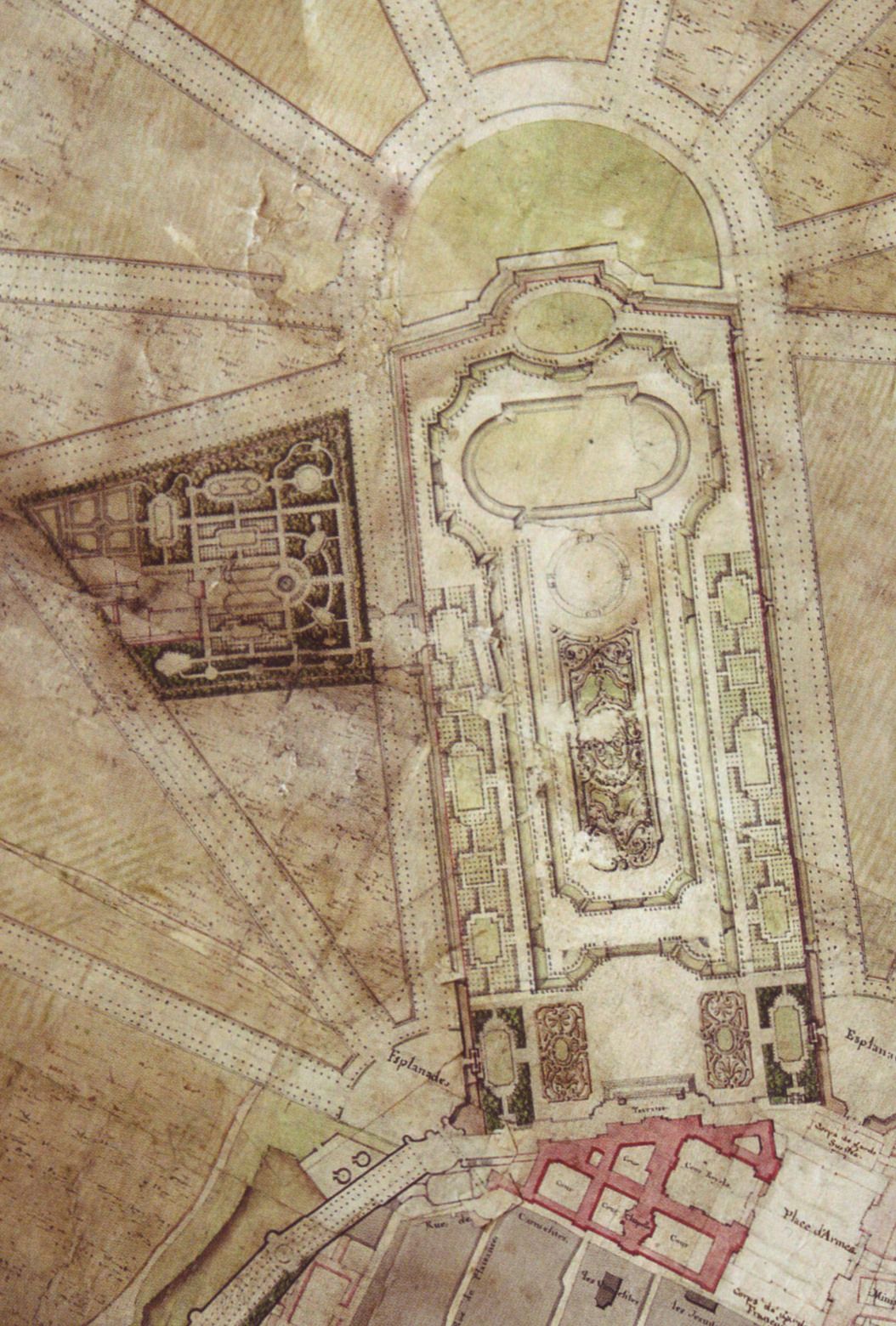
Plan de Ange-Jacques Gabriel.

Avec ce château construit entre 1751 et 1788, Ange-Jacques Gabriel et Louis Le Dreux de La Châtre réalisent l'un des monuments les plus sobres du grand style Louis XV, celui du projet de Gabriel pour le palais de Versailles (le « Grand dessein »), alors même que la construction a été presque entièrement exécutée sous le règne de Louis XVI.
Le terrain est incommode à la fois par l'irrégularité de son périmètre, résultant de l'emprise des anciens remparts de la ville, et par sa dénivellation, toute la partie vers le parc étant en surélévation. Gabriel a su compenser de manière magistrale ces deux irrégularités :
- Le château affecte un plan triangulaire inhabituel : le petit côté est la façade sur la place d'Armes par où se fait l'entrée dans la cour d'honneur, le grand côté la façade sur la rue d'Ulm et l'hypoténuse, la principale façade sur le jardin, positionnée de biais par rapport à l'axe de la cour d'honneur. De manière caractéristique de l'architecture du XVIIIe siècle, cette irrégularité est rendue insensible, à l'intérieur, par le jeu d'une rotule, prévue par Gabriel. Les angles de vues sont étudiés avec soin de manière à gommer le sentiment d'irrégularité du bâtiment.
- Pour le dénivelé, l'architecte n'a pourvu la façade sur le parc que de deux niveaux (un rez-de-chaussée et un étage), mais, depuis le jardin, il a donné une impression d'exhaussement de ce long bâtiment bas en construisant un mur de terrasse[23]. Toutes les autres façades du bâtiment ont trois niveaux (rez-de-chaussée, étage, attique)[24], le rez-de-chaussée de la façade sur le jardin correspondant au premier étage du reste du bâtiment), tandis que l'étage de cette façade correspond à l'attique. Mais ce changement de niveau est totalement insensible car on ne voit jamais simultanément la partie à deux niveaux et celle à trois niveaux sauf à l'angle de la place d'Armes, où la différence est corrigée par la terrasse.

À l'intérieur, la distribution est claire et la plupart des grandes circulations sont doublées par des circulations de service. À chaque intersection de deux corps de bâtiments, un escalier dessert l'ensemble des étages. La principale innovation introduite par Le Dreux par rapport aux plans de son maître a été la substitution d'un escalier droit à l'impériale à l'escalier tournant initialement envisagé du côté de la reine à droite de la cour d'honneur.
Pour la chapelle, qui ne fut réalisée que sous la monarchie de Juillet, Gabriel avait imaginé un plan en croix grecque tandis que Le Dreux a proposé un projet de plan quadrilobé.
Les grands appartements occupent le niveau qui correspond au rez-de-chaussée de la façade sur jardin et au premier étage du reste du château. Le décor architectural des façades est sobre et précis et ne cherche qu'à rythmer, sans ornementation inutile.

### Décors intérieurs

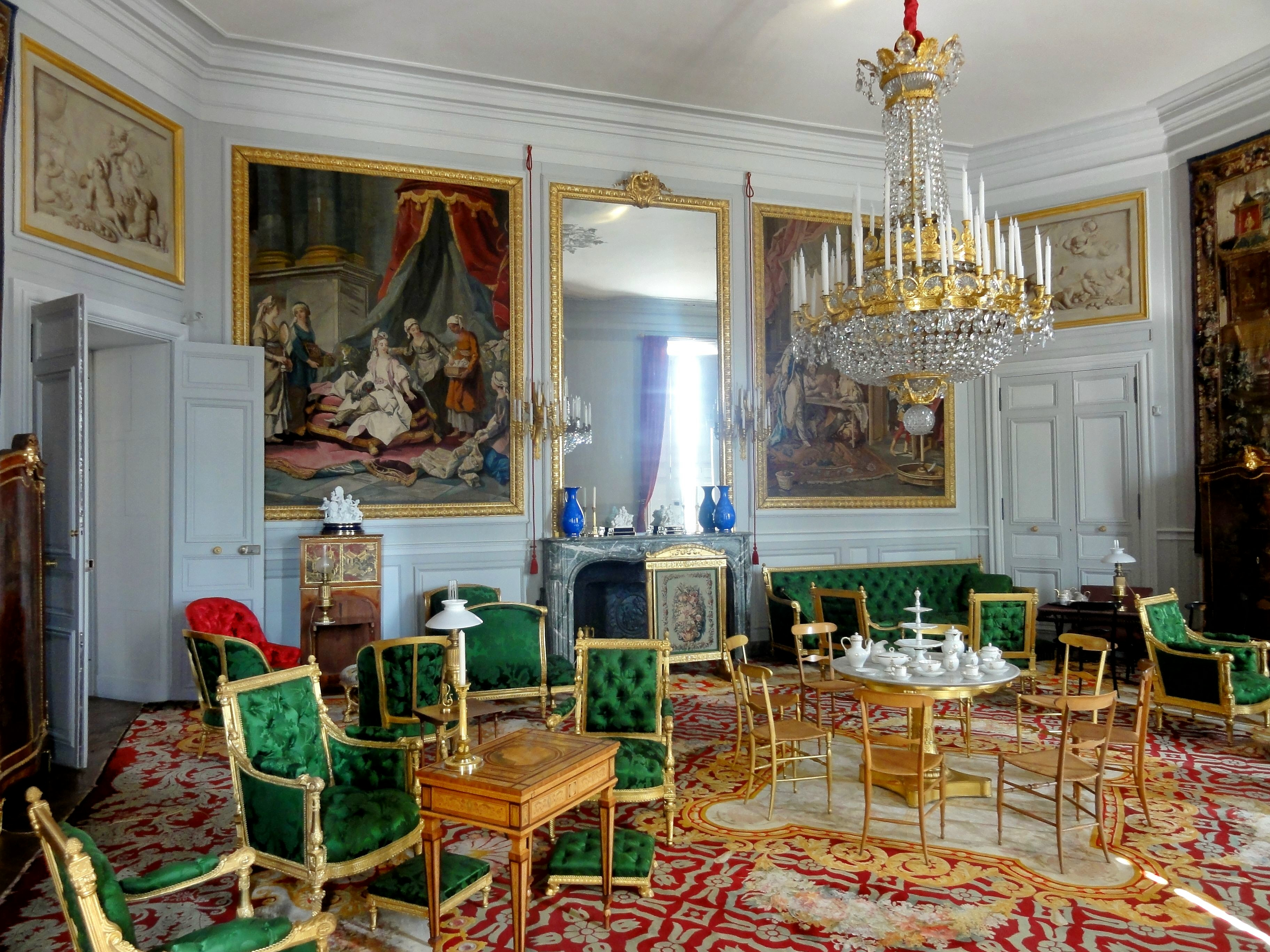
Le salon de musique.

Sous Louis XV, tout le décor intérieur de l'appartement du roi est voué à la chasse : portraits de chiens par Alexandre-François Desportes et Jean-Baptiste Oudry en dessus-de-porte, grandes cartes de la forêt de Compiègne par Pierre-Denis Martin, tapisseries de la tenture « des Chasses du Roi », tissées aux Gobelins spécialement pour Compiègne sur des cartons d'Oudry. Les boiseries sont en blanc, sans rehauts de dorure ou de couleur.
Ce décor, dont certains éléments sont mis en place dès les aménagements de 1733, reste en place jusqu'en 1781 ; il n'en reste que quelques réemplois de panneaux de boiserie dus à Jacques Verberckt dans des endroits secondaires.
Le décor entièrement refait entre 1782 et 1786 continue de s'inscrire dans la tradition du palais « en blanc », dans un parti-pris de simplicité et de fraîcheur adapté à une résidence d'été et de chasse. Les tissus sont en revanche particulièrement soignés ; ce décor a subsisté en partie, notamment dans l'appartement préparé pour Marie-Antoinette.
Le décor intérieur est profondément remanié sous le Premier Empire : Compiègne présente aujourd'hui un décor homogène de la meilleure période, ce qui en fait l'image la plus fidèle qui ait subsisté jusqu'à nous d'une grande résidence impériale du temps de Napoléon Ier.
Ce décor résulte des travaux exécutés à partir de 1808 par Louis-Martin Berthault, et poursuivis selon ses plans jusqu'au début de la Restauration. Par contraste avec la période précédente, l'Empire utilise ici des couleurs primaires, joue de contrastes accusés, et propose une extrême somptuosité de décors mêlant boiseries, bronze, peinture, fixés sous verre, draperies, etc.

## Appartements historiques

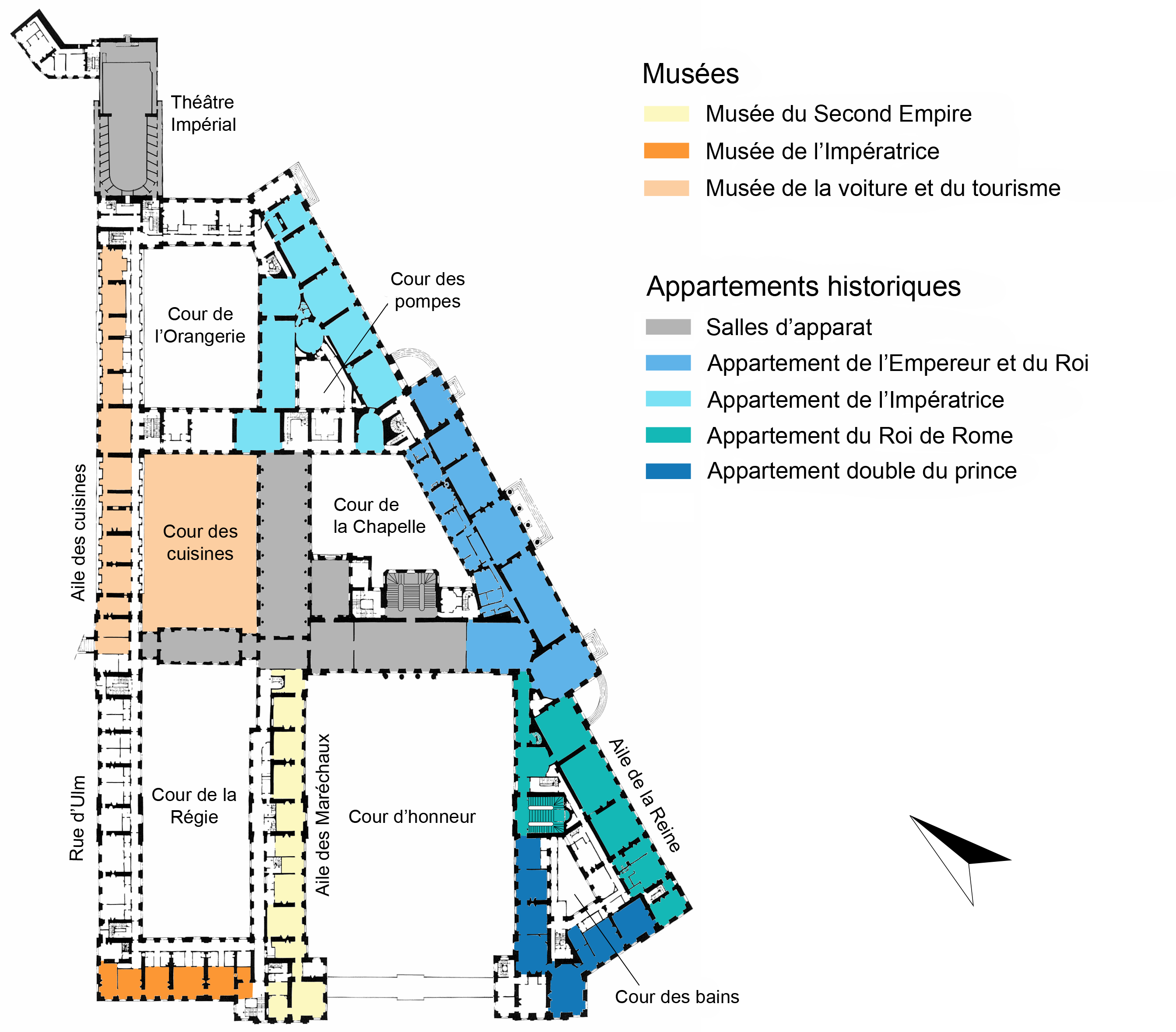
Plan du château.

(mai 2016).

### Salles d'apparat

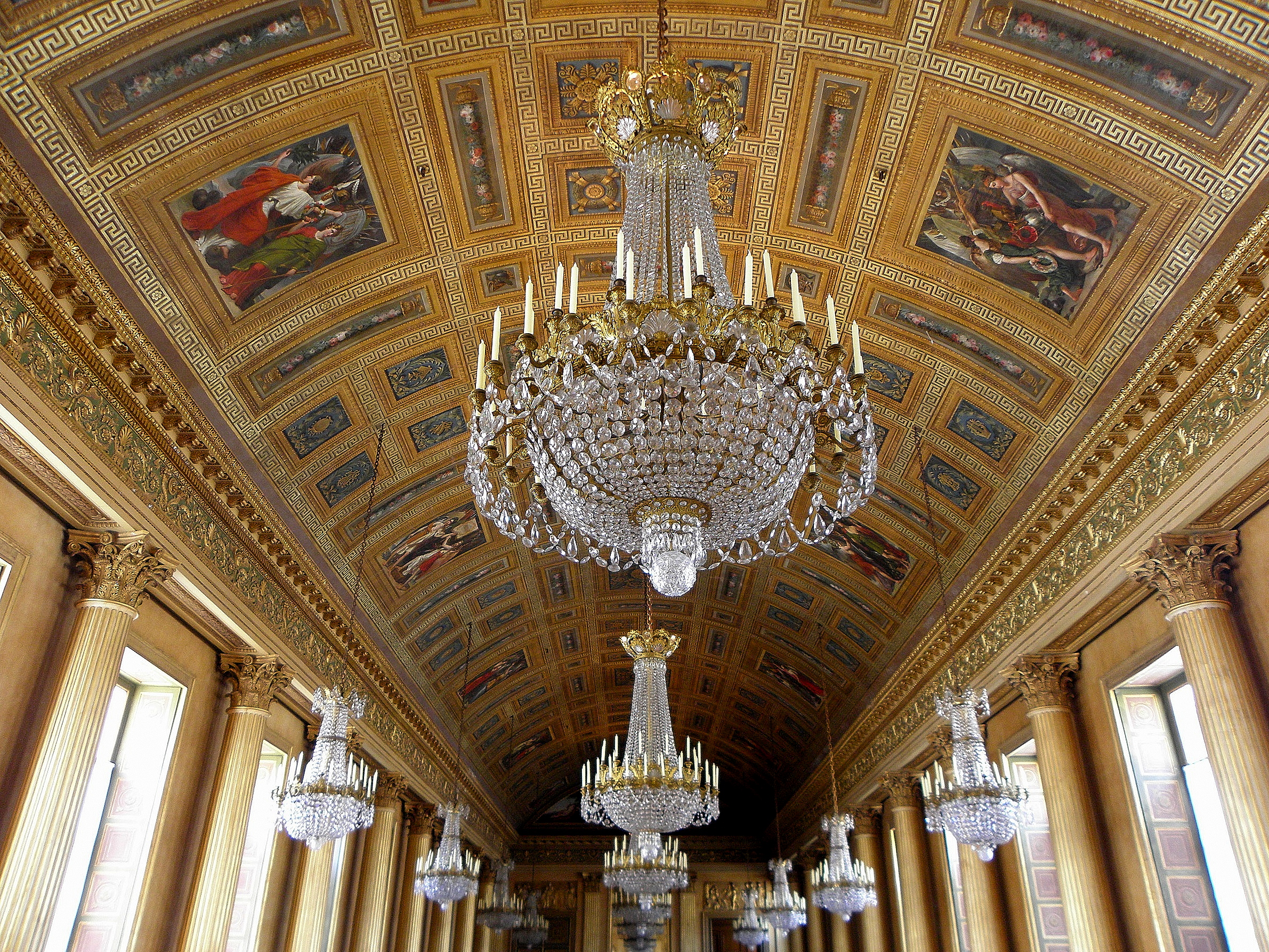
Plafond et lustres de la galerie de bal.

- Escalier d'honneur : l'escalier d'honneur permet d'accéder à la salle des gardes du roi ; sa rampe en fer forgé date du XVIIIe siècle, sur le palier est exposé un sarcophage gallo-romain ayant servi de cuve baptismale à l'abbaye Saint-Corneille.
- Galerie de bal : cette vaste salle est construite pour l'arrivée de l'impératrice Marie-Louise d'Autriche, en éventrant deux étages de petits appartements ; le plafond est orné de peintures glorifiant les victoires de Napoléon ; à l'extrémité de la salle sont peintes des scènes mythologiques, par Anne-Louis Girodet.
- Galerie des chasses : cette galerie est ornée de tapisseries des Gobelins réalisées à partir de 1735, d'après des cartons d'Oudry.
- Galerie des Cerfs : cette galerie accueille la suite des tapisseries des Gobelins de la Galerie des chasses ; elle sert de salle des gardes de la reine, puis de l'impératrice.
- Galerie Natoire : cette galerie est édifiée sous Napoléon III pour mener au théâtre impérial ; ses décors évoquent l'histoire de Don Quichotte, et présentent des tapisseries exécutées d'après les cartons de Charles-Joseph Natoire.
- Salle des gardes du roi : le thème militaire du décor de cette pièce est très affirmé : l'architecte Le Dreux y a exalté la gloire militaire et le triomphe des armées de la monarchie française.
- Chapelle : cette modeste chapelle date du Premier Empire ; c'est ici qu'a lieu le 9 août 1832 le mariage de Louise d'Orléans (fille de Louis-Philippe Ier) au roi des Belges Léopold Ier ; les vitraux sont exécutés d'après des cartons de Marie d'Orléans.
- L'Antichambre double : cette pièce commandait l'accès aux appartements du Roi et de la Reine.

### Appartements du Roi et des Empereurs
- Salle à manger de l'Empereur : à l'origine cette salle est considérée comme une antichambre double desservant de part et d'autre les appartements de la reine Marie Antoinette aujourd'hui appelé appartement du roi de Rome et les appartements de Louis XVI devenus les appartements des Empereurs. Les murs sont en faux-marbre et faux-onyx. Les dessus de portes sont surmontées de trompe-l'œil grisaillés réalisés par Sauvage datant de l'époque Louis XV et Louis XVI. Au-dessus de la cheminée se trouve un trompe-l'œil représentant Anacréon, poète grec accompagné d'une jeune femme lui servant du vin dans une coupe. À partir de 1807, Napoléon Ier fait de cette pièce la salle à manger. Le mobilier est en acajou ; la table est composée de rallonges et les chaises qui l'entourent sont de style Empire représentant des lyres ; attributs d'Apollon[27].

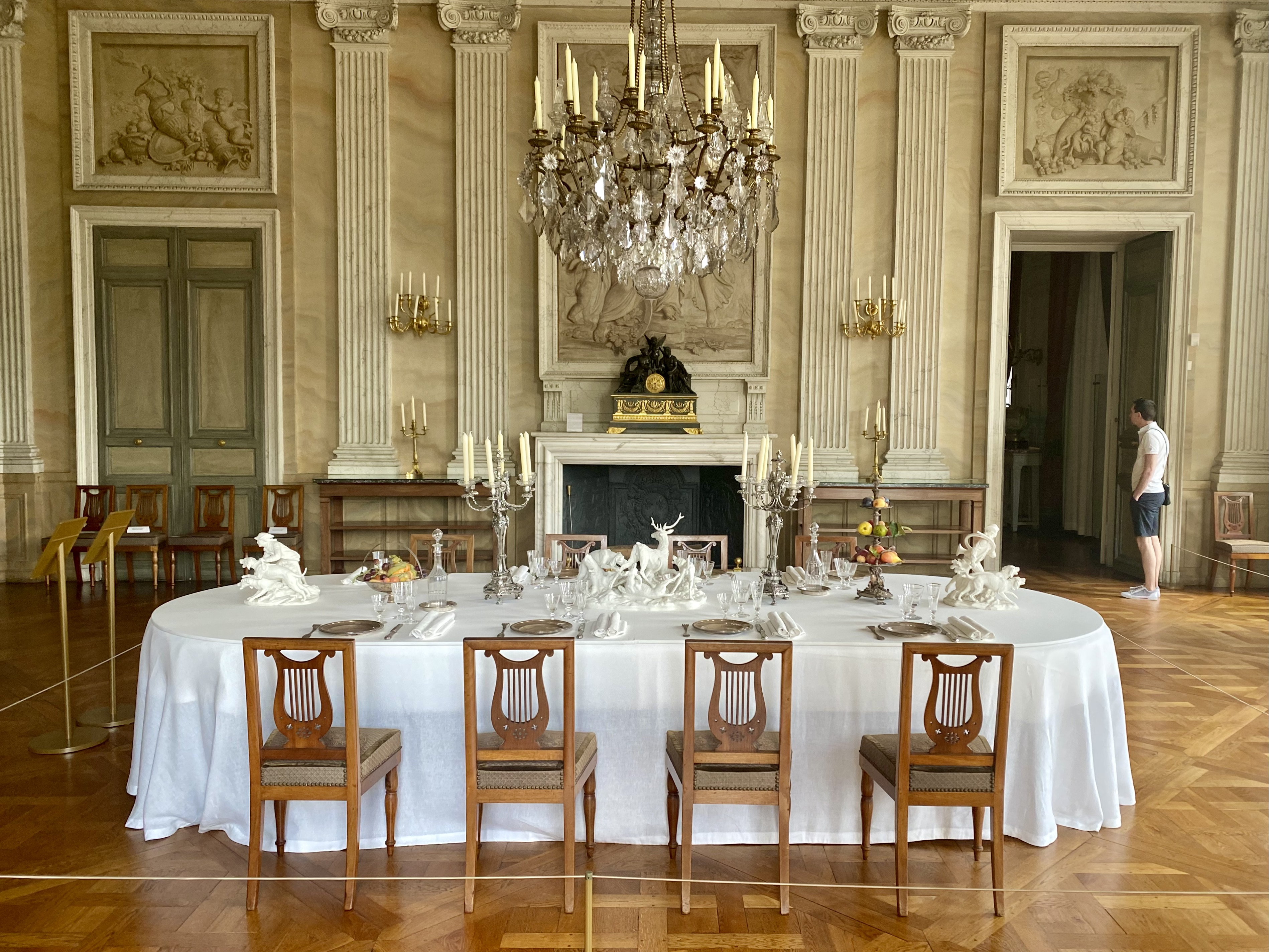
Salle à manger de l'Empereur.

- Salon des cartes : anciennement l'antichambre des Nobles sous Louis XVI, avant de servir de salon des Grands Officiers sous Napoléon Ier, et enfin de salon des Aides de camp et de Salon des cartes sous Napoléon III. Sous le Second Empire (1852-1870), Napoléon III (1808-1873) séjourne à Compiègne pendant les mois d'octobre et de novembre durant les années de son règne ; saison pendant laquelle sont organisées, accompagnées de la Cour, ce qui sera appelé ultérieurement les Séries. Elles correspondent à ce que sont les salons au XVIIIe siècle ; chaque série dure une semaine et a un thème particulier (arts, littérature, musique... ) ; tous les grands artistes de l'époque y viennent. Les invités logent dans tout le second étage du château, où sont aménagés les chambres à l'instar d'un hôtel. On y trouve également un fumoir ainsi qu'une bibliothèque. Les activités sont variées : visite du chantier de reconstruction du château de Pierrefonds ; chasse à courre en forêt ; balade au parc ou en forêt... C'est dans cette salle précisément que les invités sont présentés de manière officielle auprès de l'Empereur et de l'Impératrice ; cette salle sert de lieu de conversation et aussi de divertissement comme en témoignent plusieurs jeux : palet, billard japonais[27].

- Salon de famille : cette pièce est l'ancienne chambre à coucher de Louis XVI ; l'alcôve montre clairement la disposition du lit du roi. Cette salle est au centre même du château; de la fenêtre centrale l'on aperçoit une grande allée en ligne droite partant de la terrasse allant jusqu'à un belvédère situé 4 km plus loin. Cette allée porte le nom d'allée des Beaux-Monts. Elle a été mise en place sous le Premier Empire pour l'Impératrice Marie-Louise. Le mobilier du Second Empire présente un ensemble de différents styles : fauteuils style Louis XV, confidents, indiscrets. Le style Second Empire est une reprise des divers styles qui ont précédé ; la modernité et le confort étant toutefois de mise[27].

- Cabinet du Conseil : le cabinet du Conseil est l'ancien cabinet de réunion du roi ; cette salle a subi de graves dégâts lors d'un incendie en 1919. Le mur central est orné d'une tapisserie représentant Le passage du Rhin par Louis XIV ; les dessus de portes représentent les premiers rois de France de la maison capétienne de Bourbon (1610-1830), à savoir Henri IV (1589-1610) ; Louis XIII (1610-1643) ; Louis XIV (1643-1715) et Louis XV (1715-1774). De chaque côté des fenêtres, des tapisseries représentent des victoires militaires de la France lors de sa participation dans la guerre d'indépendance des États-Unis[27].

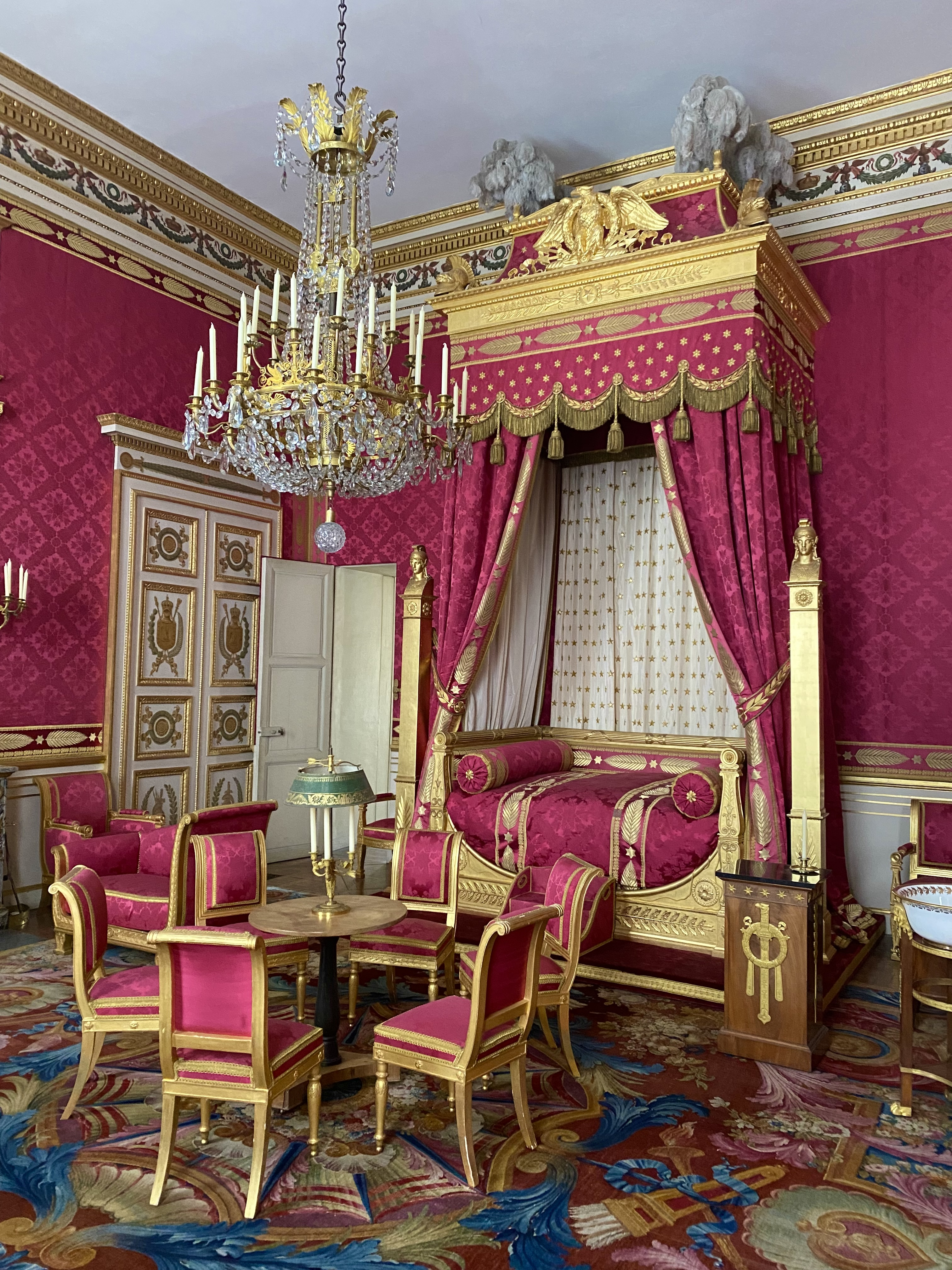
Chambre à coucher de l'Empereur.

- Chambre à coucher de l'Empereur : c'est la chambre à coucher des empereurs Napoléon Ier et Napoléon III ; aujourd'hui, elle est restituée dans son état Premier Empire. La couleur dominante est le rouge dit cramoisi ; un lit central dit lit bateau de style Empire avec à son devant deux colonnettes représentant le buste d'Athéna, déesse de la sagesse. Les symboles et attributs de l'Empire sont ici omniprésents : aigle impérial au-dessus du lit ; abeilles autour des étoiles sur les tissus rouges du mobilier ; feuilles de chêne et d'olivier sur les portes. Le mobilier est composé entre autres d'une méridienne ; un somno ; une cuvette ; une chaise d'aisance (pot de chambre). La salle a également subi des dommages lors de l'incendie de 1919 ; la peinture du plafond exécutée par Girodet et achevée en 1822 a disparu. Napoléon Ier n'ayant jamais connu cette œuvre, il a été décidé de ne jamais la restaurer[27].

- Bibliothèque : aménagée sous le Premier Empire, la bibliothèque conserve notamment un bureau mécanique ; appelé ainsi car un tiroir secret permet de glisser notamment des plans et des cartes. Le plafond est orné d'une peinture de Girodet : Minerve entre Apollon et Mercure. Les ouvrages présents ne datent pas de l'époque impériale ; les 2 000 livres ici présents sont un don du tsar de Russie Nicolas II lors de sa visite officielle en France en 1901. Une porte dissimulée par de faux livres donne accès aux appartements de l'Impératrice[27].

### Appartements de l'Impératrice
- Salon de musique ou salon de thé de l'impératrice Eugénie : initialement réaménagé au Premier Empire comme appartement de l'impératrice Marie-Louise d'Autriche, ce salon est destiné au divertissement dont la musique ; cette fonction change sous le Second Empire où l'impératrice Eugénie de Montijo transforme la pièce en salon de thé. À 17 heures lors des Séries de Compiègne, l'impératrice convie des invités ; discussions ; divertissements et diverses petites choses et expériences s'y déroulent. Cette pièce est restaurée en 2012 sous son état Second Empire. Le mobilier, provenant des appartements de Marie-Antoinette à Saint-Cloud, illustre la passion de l'impératrice Eugénie pour la vie de la reine de France ; on trouve également un goût prononcé pour l'exotisme et l'Orient avec les tapisseries représentant des scènes du Sultan et de la Sultane ainsi que quatre armoires laquées illustrant des paysages d'Asie[27].

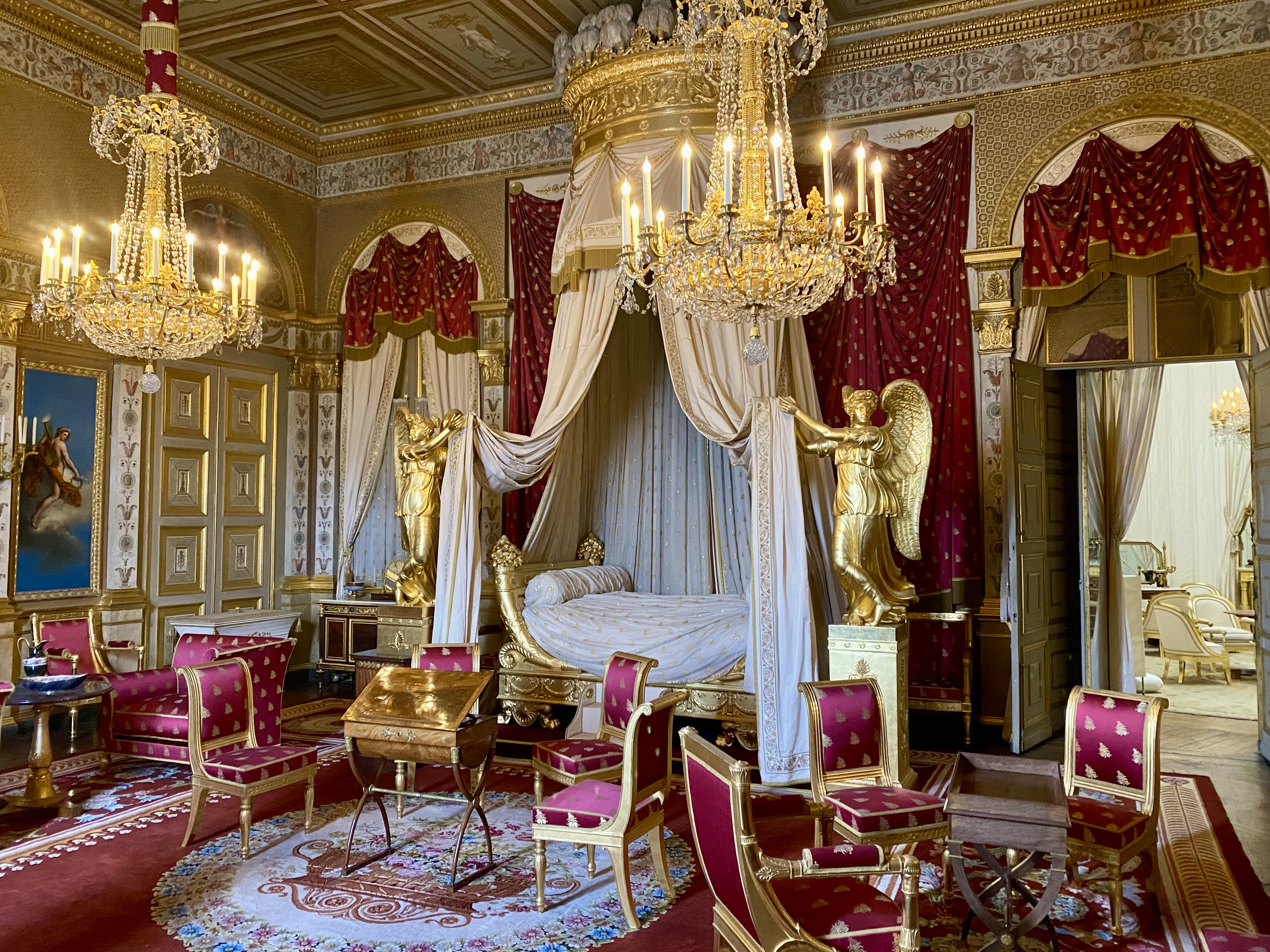
Chambre de l'Impératrice.

- Chambre de l'Impératrice : la chambre est représentée sous son aspect Premier Empire tel que le désira à l'origine l'impératrice Joséphine de Beauharnais ; cependant cette dernière n'en bénéficie jamais ; le divorce d'avec l'empereur ayant lieu au moment de l'aménagement de la pièce. À la fin cette chambre sera celle de l'impératrice Marie-Louise ; seconde épouse de Napoléon Ier le rencontre pour la première fois dans ce château. Marie-Louise n'apprécie pas le décor somptueux de la chambre ; aussi décide-t-elle d'installer un lit d'appoint disposé dans le boudoir, encore visible en visite commentée. Au centre, le lit à baldaquin est formé de rideaux de soie blanche et de mousseline brodée d'or. Deux statues d'anges en or soutiennent les rideaux. De chaque côté des cheminées, se trouvent des représentations picturales des Quatre saisons à l'exception du Printemps pris par les Prussiens lors du siège de 1870. Au plafond, l'on trouve des peintures de Girodet au titre de L'Aurore chassant la nuit. L'Aurore est représentée sous forme de femme et la nuit en vieillard[27].

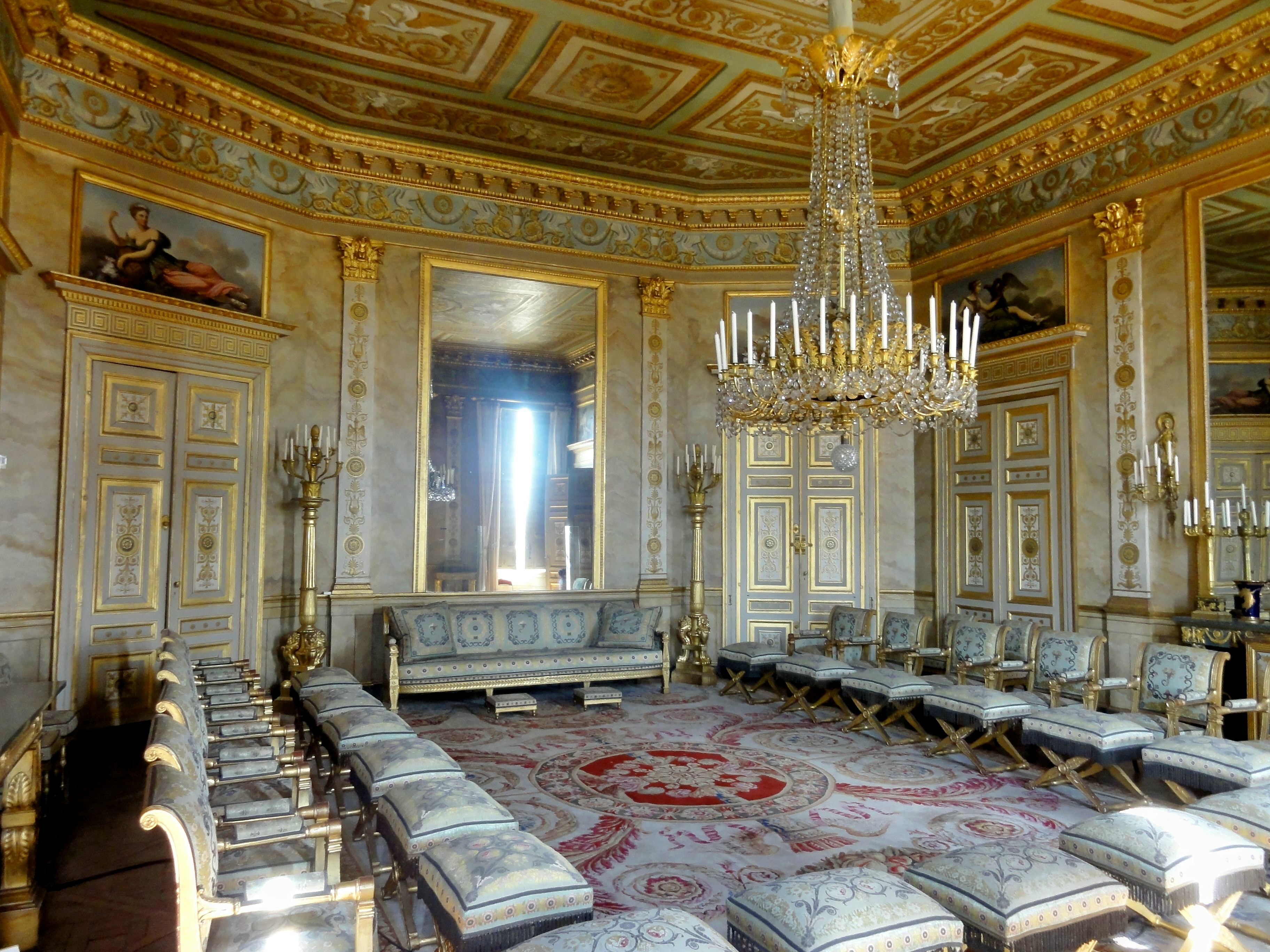
Salon des dames d'honneur.

- Salon des dames d'honneur : ce salon tout comme la chambre a été voulu à l'origine par l'impératrice Joséphine ; dans ce salon tout un ensemble de sièges et de fauteuils destinés à une catégorie très précise de personnes. Un respect de la hiérarchie, c'est-à-dire de l'étiquette, est exigé. Le canapé est exclusivement réservé à l'empereur et à l'impératrice ; les sièges avec accoudoirs aux proches et ainsi de suite jusqu'au bas de la hiérarchie où les derniers demeurent debout. Les tissus des sièges et du canapé montrent des cornes d'abondance en forme de J, anagramme de Joséphine. Les dessus de portes représentent plusieurs déesses de la mythologie grecque et romaine[27].

- Salon des Fleurs : dit aussi deuxième salon, doit son nom aux panneaux peints de fleurs d'après Pierre-Joseph Redouté. À l'origine il s'agissait d'un salon de jeux de la Cour. Au Second Empire, cette salle est devenue la chambre à coucher du prince impérial Louis Napoléon Bonaparte ; le jeune prince engagé dans l'armée britannique de la reine Victoria est tué en Afrique du Sud par les Zoulous en 1879. En 1910, l'impératrice Eugénie, alors âgée de 84 ans, vient à Compiègne comme simple visiteuse où elle suit une visite commentée. En arrivant dans la chambre, elle se sent mal à l'aise et s'évanouit ; elle décline son identité mais n'est pas reconnue ; le directeur de l'époque se déplace et constate qu'il s'agissait bien de l'impératrice. Cette dernière demande la faveur de rester seule quelques instants. Cette faveur lui est accordée[27].
- Salle à manger de l'Impératrice : cette salle à manger aménagée sous le Premier Empire et qui accueille le premier dîner intimiste de Napoléon Ier et de Marie-Louise en 1810 ; les murs de la pièce sont tendus de stucs ; un mélange de poussière de craie ; de plâtre et de couleur ocre. Le tapis est une reconstitution d'un tapis en peau de léopard rappelant la campagne d'Égypte. Le plafond à caissons sculptés représente l'art de la table et l'art musical[27].

### Appartement double de Prince
La nomination double de Prince viens du principe que cette partie du château était attribué à un couple princier ou royal en séjour à Compiègne sous le Premier Empire. À l'origine cette aile du château était destinée à accueillir les appartements des enfants de France, c'est-à-dire les enfants de Louis XVI et de Marie Antoinette, à savoir Madame Royale et Louis XVII.
- Salle à manger: meublée avec sobriété, selon la tradition du XVIIIe siècle, cette salle à manger n’a pas de table fixe : un simple plateau posé sur tréteaux était mis en place selon les besoins.
- Premier salon: cette pièce est un salon d’attente sous le Premier Empire, elle possède un ameublement simple : papier-peint et mobilier de bois peint couvert de velours vert rayé.
- Deuxième salon: ancienne chambre du Dauphin, fils de Louis XVI, elle rassemble un ensemble de mobilier réalisé par l’ébéniste parisien Pierre-Benoît Marcion qui comporte deux tables à quadrille, faisant ainsi de cette pièce un salon de jeux sous le Premier Empire.
- Salon circulaire: ancien cabinet d’étude du Dauphin, ce salon a conservé son décor du XVIIIe siècle. Il doit son nom à son extrémité en abside, astucieux rattrapage architectural du plan complexe du bâtiment. Le mobilier d’acajou comporte une table à thé et deux tables à jeu, faisant de cette pièce, un salon à double usage.
- Salon latéral: cette pièce était le grand cabinet d’étude de Madame Royale, fille de Louis XVI et de Marie-Antoinette. Les dessus-de-porte, peints en grisaille par Sauvage, placés dans cette pièce sous le Premier Empire, appartiennent à la série des Jeux d’enfants qui ornaient anciennement le Cabinet de la poudre du roi.
- Chambre à coucher: cette pièce a conservé son décor architectural de la fin du XVIIIe siècle conçu pour la chambre à coucher de Madame Royale, fille de Louis XVI : boiseries de hauteur peintes en blanc et large corniche sculptée dans le parti-pris de simplicité adopté sous l’Ancien régime pour cette résidence d’été.

### Appartements du roi de Rome
À l'origine, cette partie du château était prévue pour la Reine de France Marie Antoinette ; sous le premier Empire avant la naissance du fils de Napoléon Ier soit de 1808 à 1811, cet appartement était celui d'invité de marque puis avec la naissance du Roi de Rome, ces espaces lui furent dédiés.

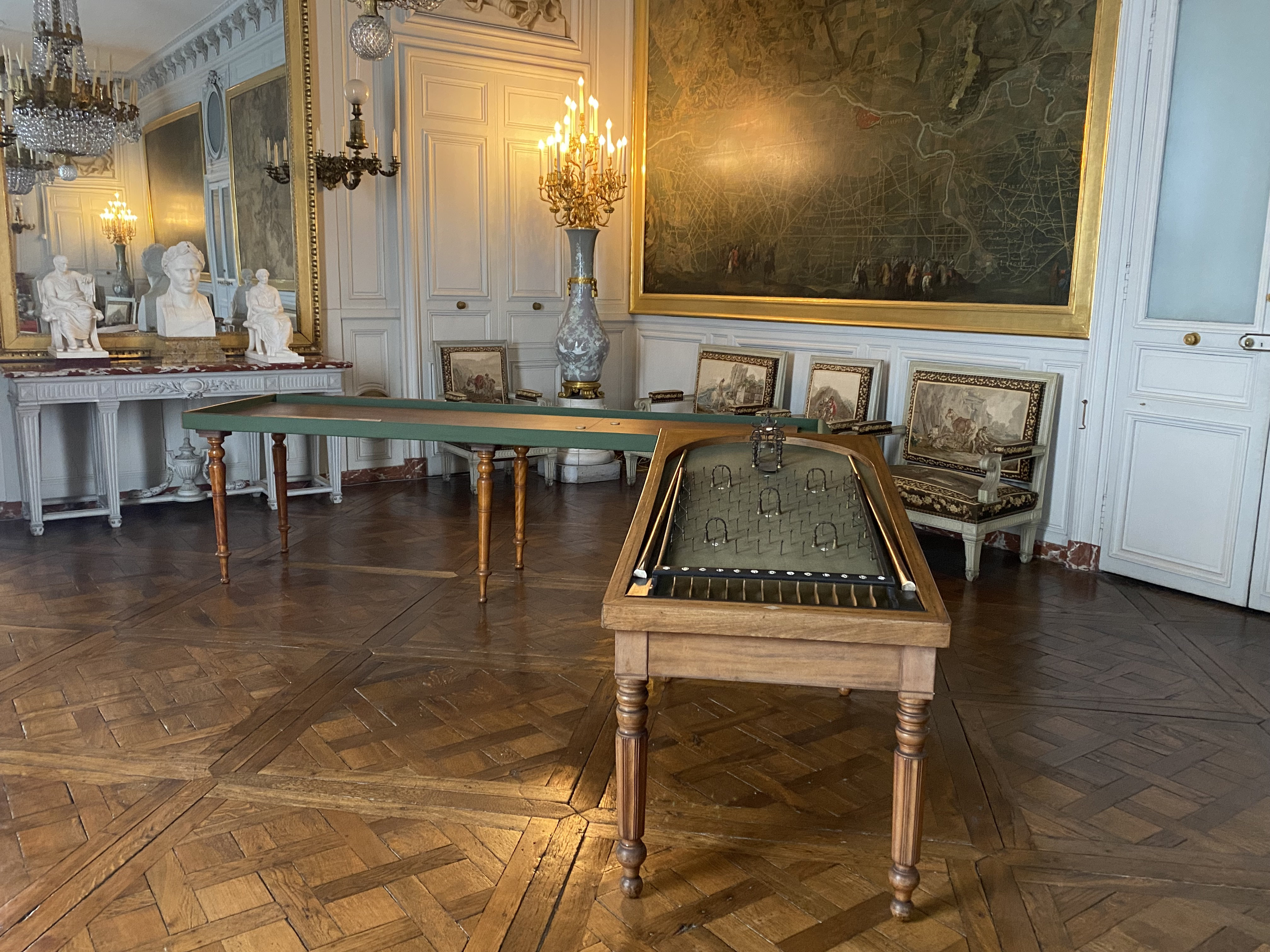
Salon des jeux de Marie-Antoinette.

- Salon-boudoir: cette pièce est historiquement importante : en avril 1814, le roi Louis XVIII, de retour d’Angleterre, s’arrêta brièvement à Compiègne et occupa cet appartement, ne voulant pas s’installer dans celui de l’Empereur orné d’emblèmes impériaux. C’est ici qu’il eut ses entretiens politiques préparant son retour à Paris.
- Salle de bains: cette pièce a été restituée dans son état Premier Empire. Le fond de la pièce au décor en « stuc blanc statuaire » est réservé au bain, quatre colonnes à chapiteaux corinthiens encadrent la baignoire et dans les niches, nous pouvons voir des moulages d’antiques représentant la Vénus Medicis et l’Apollino. La partie avant de la pièce sert de salon.
- Boudoir: à partir de cette pièce, on pénètre dans les appartements intérieurs de la reine. La glace sans tain, face aux fenêtres, est destinée à donner du jour à un arrière-cabinet. Cette pièce est meublée d’acajou, elle a conservé le tout premier ameublement de 1808 utilisé par Charles IV, roi d’Espagne.
- Chambre à coucher: l’ancienne chambre de Marie-Antoinette a gardé son décor d’origine: putti au-dessus des miroirs et aigles au couronnement des portes. Les dessus-de-porte, peints « en coloris » par Sauvage, représentent les Quatre saisons symbolisées par des enfants et figures féminines. L’Empire a ajouté à ce décor le chiffre de Napoléon à la place de celui de la reine et quatre panneaux de motifs d’arabesques dans le goût pompéien réalisés par Dubois et Redouté sur le thème de l’histoire de Psyché.
- Salon des Noces: ancienne salle des Nobles de l’appartement de Marie-Antoinette au XVIIIe siècle, ce salon tire son nom de la tapisserie mise en place en 1808 représentant La Noce d’Angélique qui a été tissée d’après un carton de Charles-Antoine Coypel aux Gobelins entre 1790 et 1805. Sous le Premier Empire, la pièce servait de salon de jeu.
- Salon des jeux de Marie-Antoinette: cette pièce est le seul témoin de l’appartement de Marie-Antoinette mais ni Louis XVI, ni la reine ne virent leurs appartements achevés en raison des événements révolutionnaires. Le décor est conçu par l'architecte Le Dreux de La Châtre et les dessus-de-porte, peints par Sauvage « en coloris », mis en place en 1789, représentent les Quatre Éléments symbolisés par des jeux d’enfants.

## Musée du Second Empire

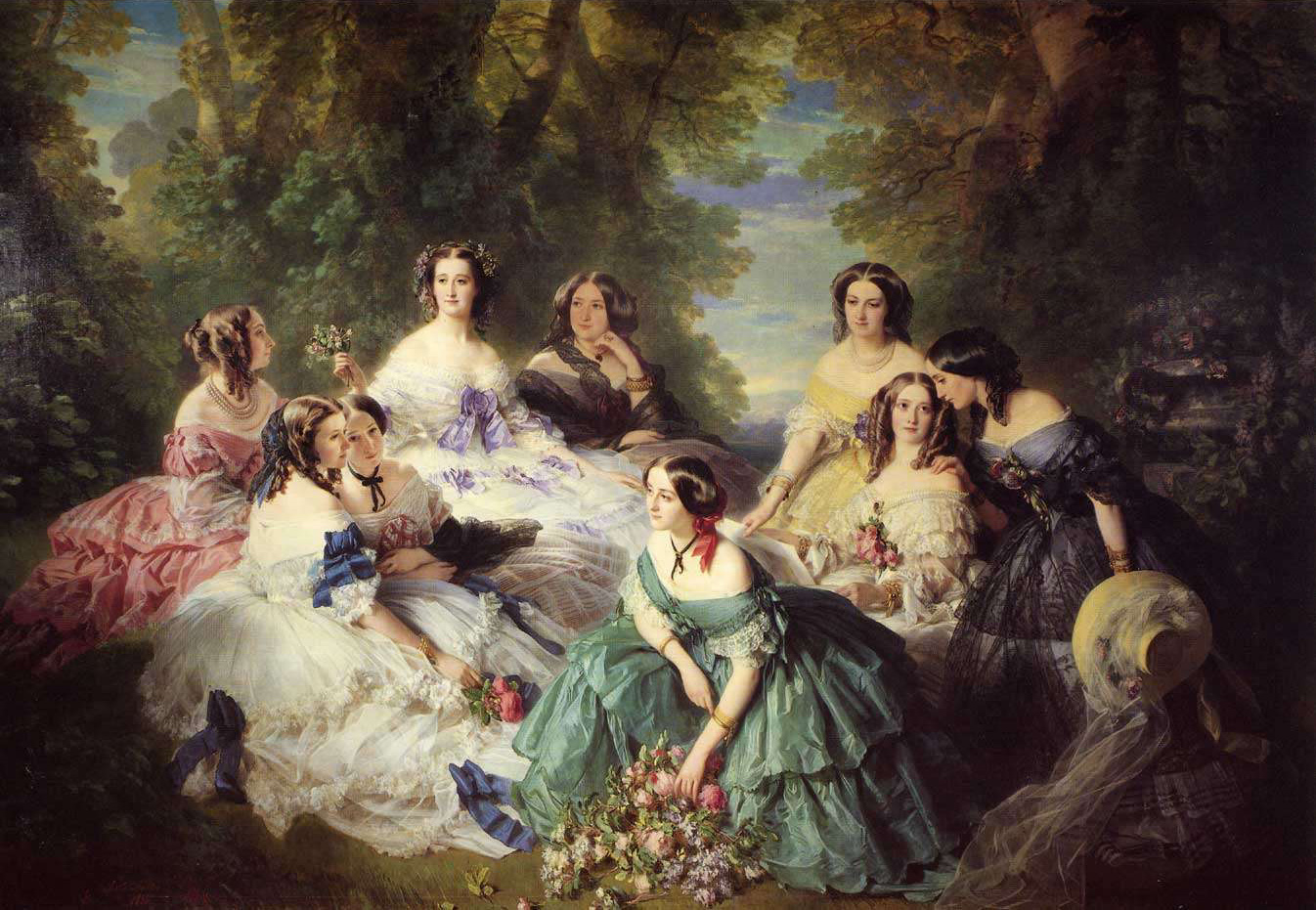
L'Impératrice Eugénie entourée de ses dames d'honneur (Winterhalter, 1855).

Le Musée du Second Empire est installé dans les appartements des Maréchaux. Le Château de Compiègne est « affecté » à la période du Second Empire en raison des nombreux séjours qu'y ont effectués les souverains, en particulier lors des réceptions d'automne dites des Séries de Compiègne. Cette affectation muséale a été choisie en lieu et place du palais de Saint-Cloud incendié en 1870 vraisemblablement par un obus français, l'actuel parc de Saint-Cloud comportant seulement un petit musée du souvenir du bâtiment disparu à côté du poste d'accueil. Ce musée peut être aujourd'hui visité librement par les visiteurs selon les horaires et jours d'ouvertures du château. Le Musée du Second Empire comprend de nombreuses peintures de cette période en particulier le tableau de Franz Xaver Winterhalter L'Impératrice Eugénie entourée de ses dames d'honneur, des peintures d'Édouard Dubufe, Alexandre Cabanel, Dedreux, parmi d'autres artistes de renom et un beau mobilier. Ces collections ont fait l'objet d'une analyse dans La Revue des musées de France, Revue du Louvre .
Le Musée du Second Empire sert de référence et complète des expositions temporaires organisées par le château lui-même : « À la table d'Eugénie - Le service de bouche des Palais impériaux 2009 », « Un salon de thé pour l'Impératrice Eugénie 2012 » restauration entière du mobilier de l'ex-salon de musique (image ci-dessus dans son état tissus rouges installés lors de la visite du Tsar de Russie en 1901), avant restauration sur des modèles d'origine Napoléon III retissés en vert comme le lit de l'Impératrice et « Folies textiles 2013 » avec le lit de l'Impératrice qui se trouvait à l'Élysée.

## Musée de l'Impératrice
Le Musée de l'Impératrice conserve l’ensemble le plus important de souvenirs de la dernière famille régnante française au niveau national et international, il est issu des collections d'un donateur particulier qui habite Pierrefonds, M. Ferrand, et qui se porte acquéreur de nombreux souvenirs de la famille impériale après le décès de l'Impératrice en 1920. Légués à la ville de Compiègne, ils sont ensuite déposés au château.
Un grand nombre des objets présentés dans ce musée proviennent alors de l'Impératrice elle-même, elle gardait des objets lui rappelant les heures gaies ou sombres de sa vie d’épouse, de mère et de souveraine. Ce musée est alors empreint de nostalgie du souvenir de l'Impératrice et de son fils unique, le Prince impérial, héritier du trône décédé en 1879 sans héritier en Afrique du Sud et sous l'uniforme britannique. Les collections sont très variées (tableaux, sculptures, mobilier, vêtements, dessins, photographies, etc.) et exposent les souvenirs intimes de la famille impériale dans une ambiance d'époque.
Chaque espace du musée crée une atmosphère particulière qui offre aux visiteurs un émouvant voyage dans le temps. La salle consacrée à la mort du Prince impérial accueille, quant à elle, un mobilier muséographique contemporain qui permet aux objets qui racontent cet événement de dialoguer. Depuis sa réouverture le 16 mars 2022, le musée offre également aux visiteurs un nouveau parcours et le nouvel accrochage d'ouverture met en lumière la vie ainsi que la personnalité de l'Impératrice Eugénie à l'occasion du centenaire de sa disparition. Sa visite peut être complétée avec celles des Appartements Historiques et du Musée du Second Empire qui illustrent la vie de cour à l'époque de Napoléon III, ainsi que le faste du règne et son foisonnement artistique.

## Musée national de la voiture et du tourisme
Ce musée de France, créé en 1927, possède une centaine de carrosses, de véhicules hippomobiles et de portage remontant au XVIIIe siècle, complétés par une collection de cycles et d'une trentaine d'automobiles des débuts de cette industrie, ainsi qu'un fonds documentaire relatif aux transports. La collection du musée national de la Voiture et du Tourisme figure en tête des collections françaises, tant par le nombre des voitures que par leur qualité. Ce musée offre alors aux visiteurs un panorama de l'histoire du transport des personnes, en particulier du passage de la traction animale à l'automobile, avec des véhicules originaires d'Europe et d'autres continents. La Jamais contente y est exposée.

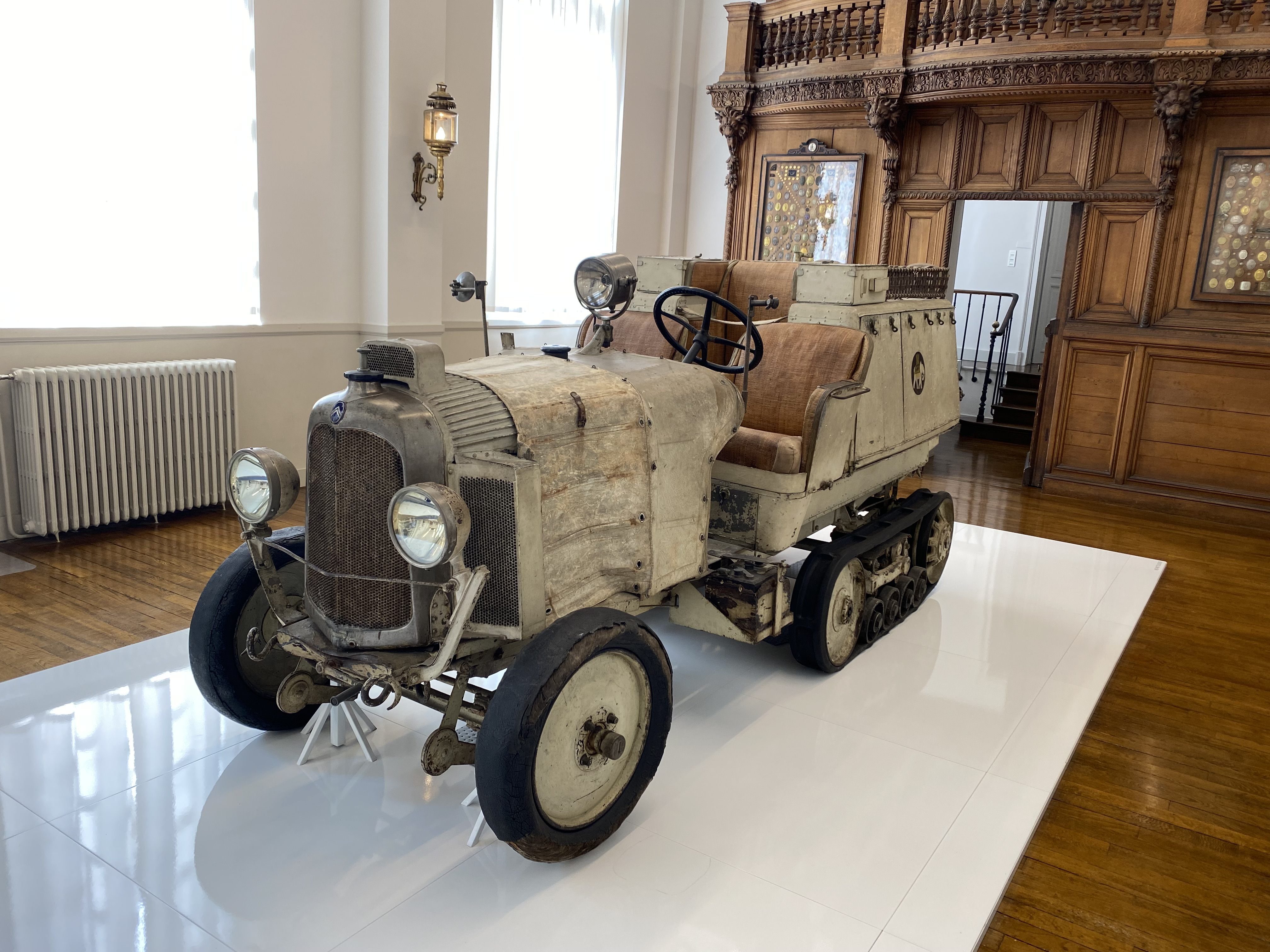
Autochenille Citroën L'Éléphant-à-la-Tour.
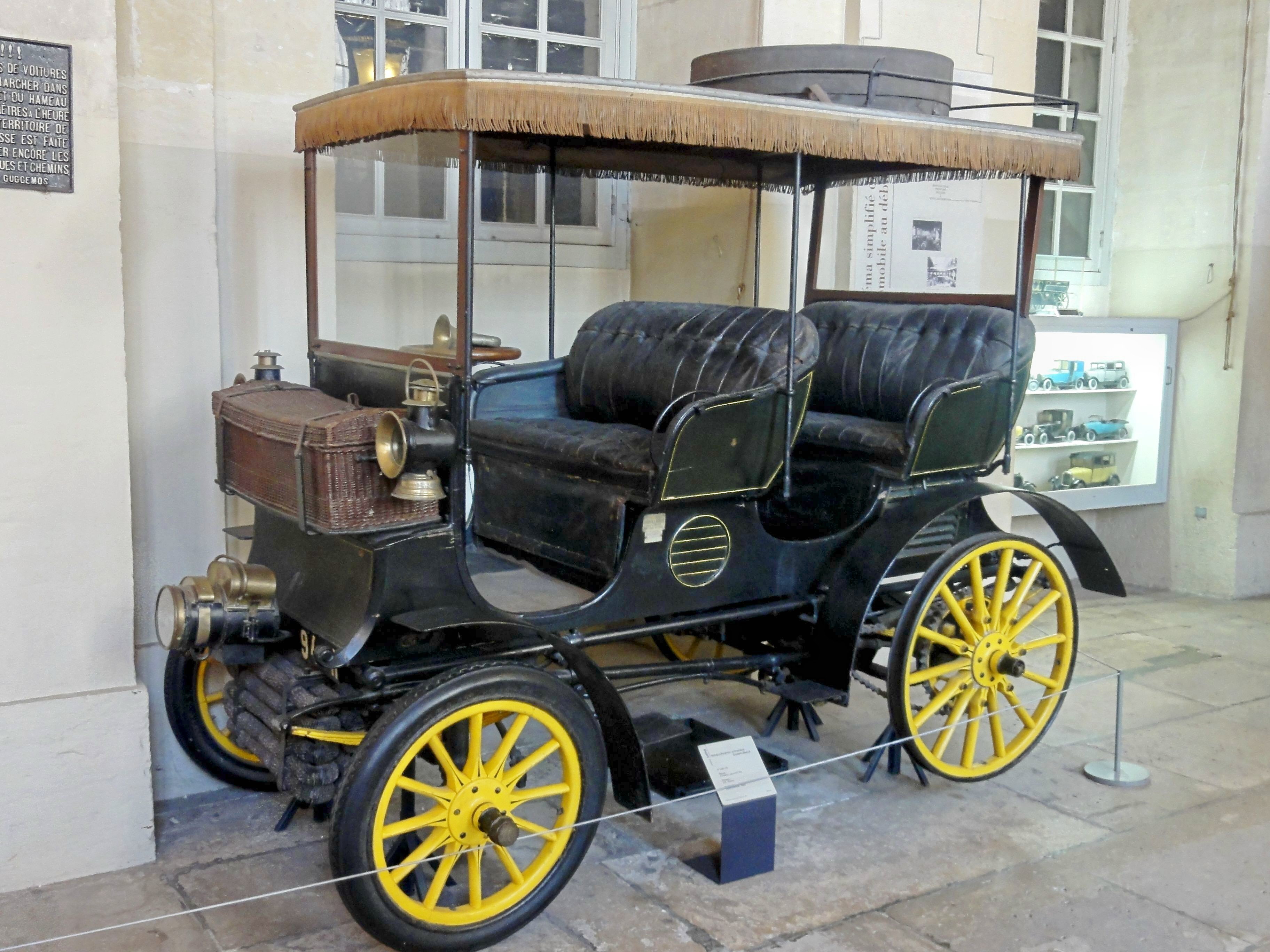
Double Phaëton Gobron-Brillié de 1898.

## Le parc
Le petit parc du Château de Compiègne est classé monument historique depuis le 24 octobre 1994 et labellisé "Jardin remarquable" depuis 2004. Le jardin à la française, initialement projeté par Ange-Jacques Gabriel, n'est jamais achevé. À partir de 1811, Louis-Martin Berthault, créateur du parc de Malmaison, replante la partie centrale en un jardin à l'anglaise à dominante arborée, caractéristique du goût du temps.
Il comporte une terrasse en terre-plein, un dessin d'allées régulières et irrégulières avec une allée couverte et un jardin fleuriste. Il est parsemé d'un kiosque, d'un pavillon de jardin, d'une maison rustique, d'une orangerie, d'une serre et d'une glacière.

### Le berceau de l'impératrice
Cette tonnelle longue de 1 200 m et couverte de plantes grimpantes permet à l'impératrice (Marie-Louise, puis Eugénie) de relier la forêt au château sans s'exposer au soleil du jardin alors à découvert. À cette époque il faut garder le teint pâle.

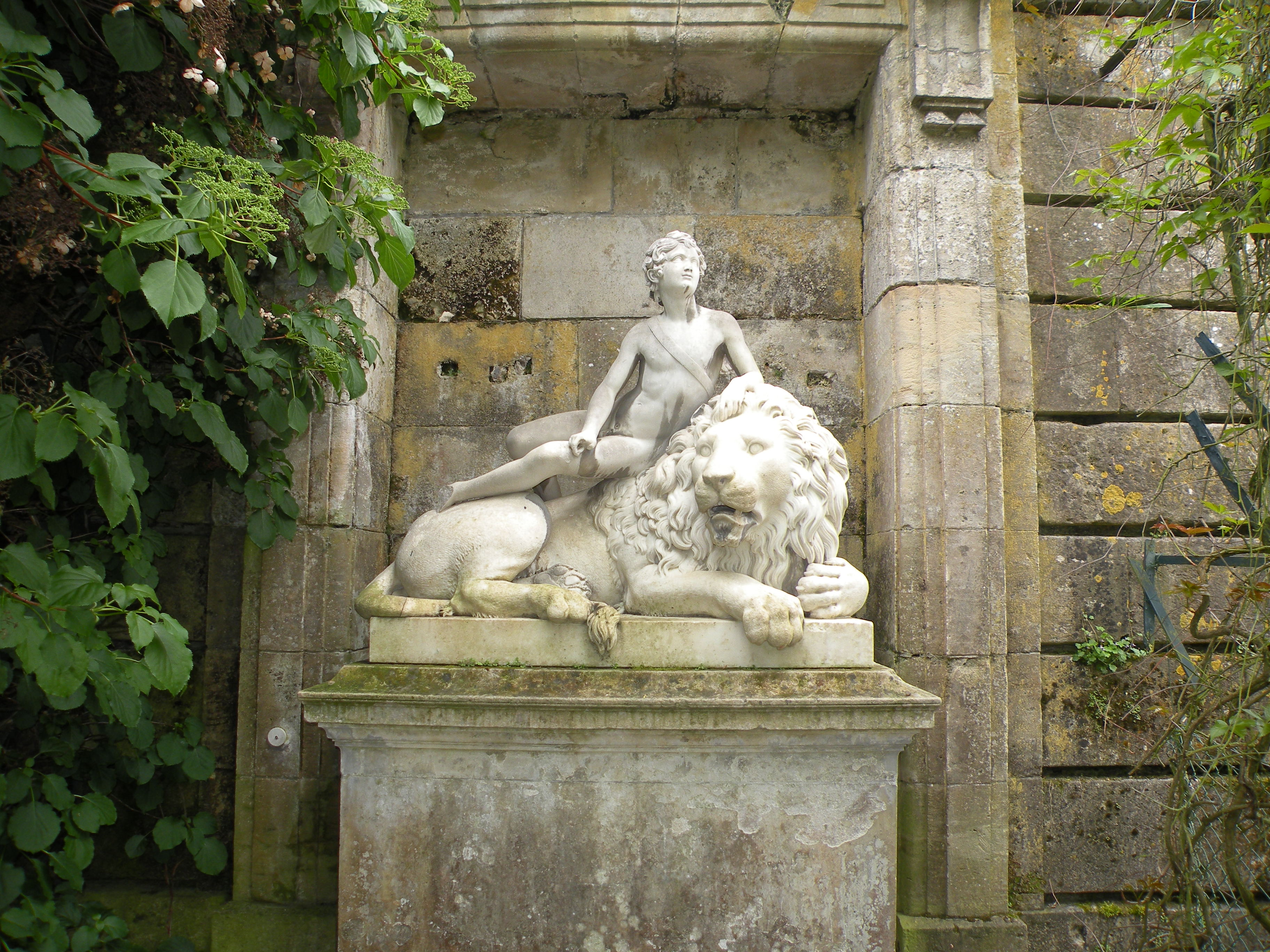
La force asservie par l'amour, œuvre en marbre de 1824 de Nicolas-Pierre Tiolier.
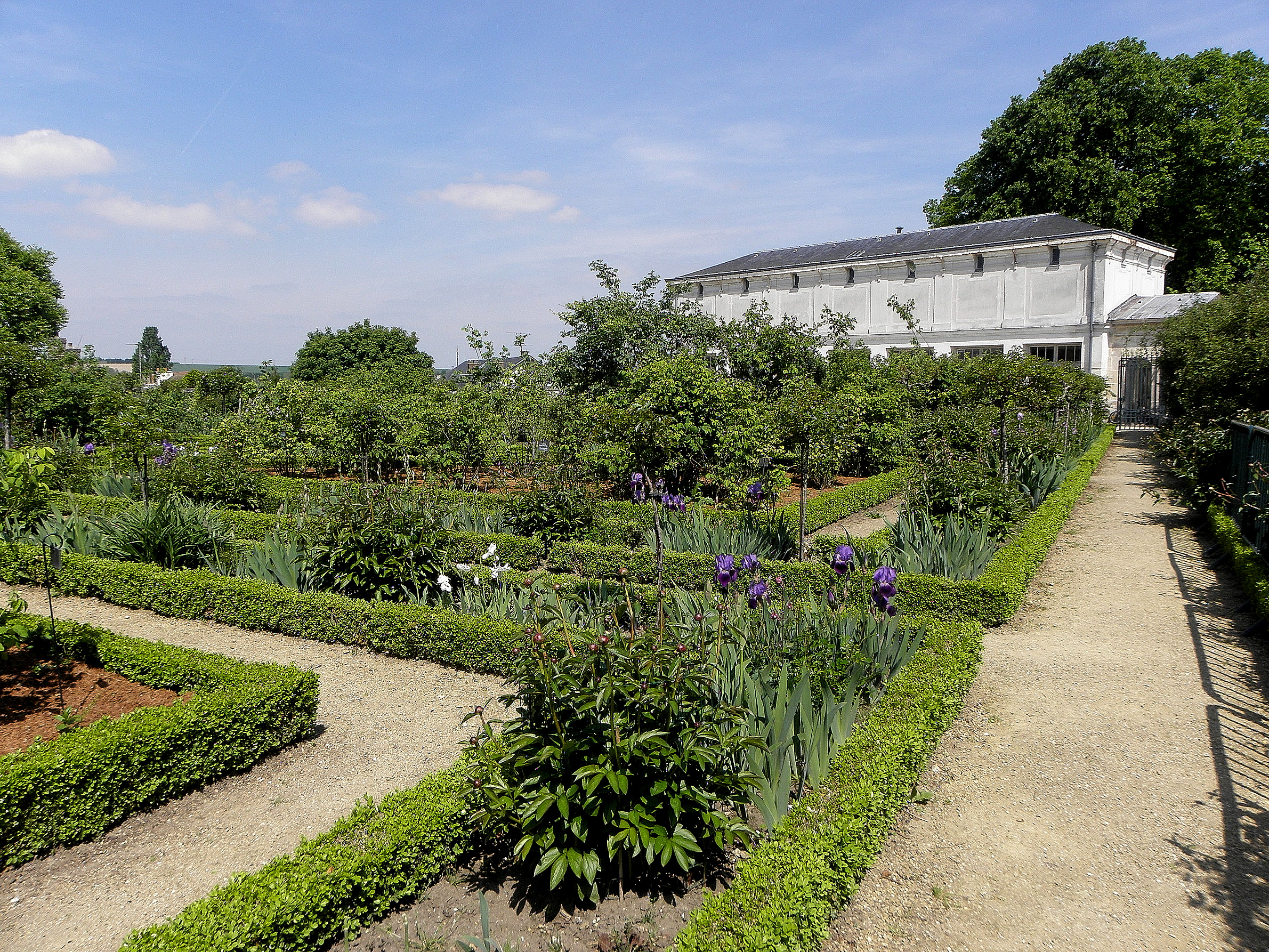
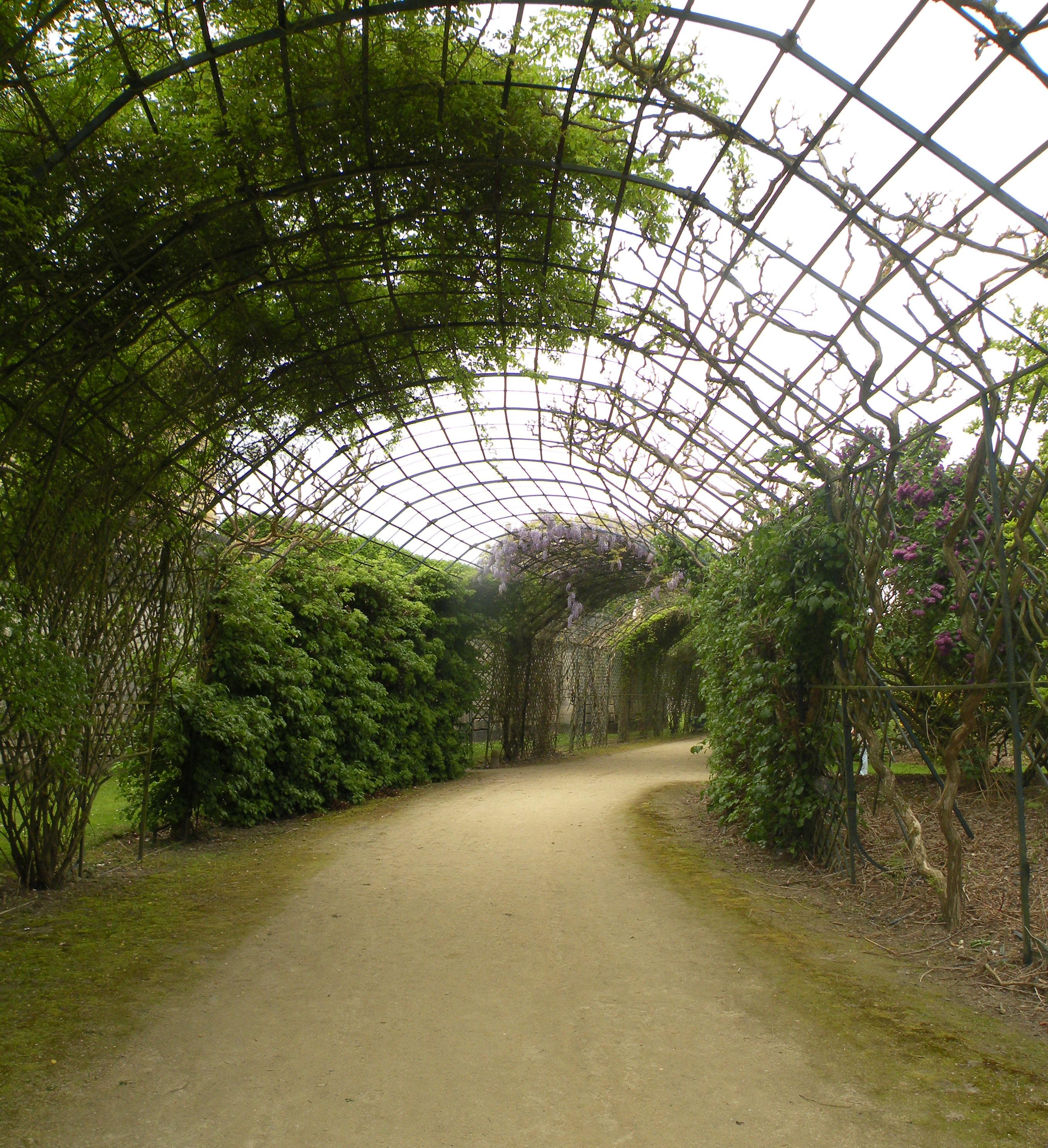
Berceau de l'impératrice.
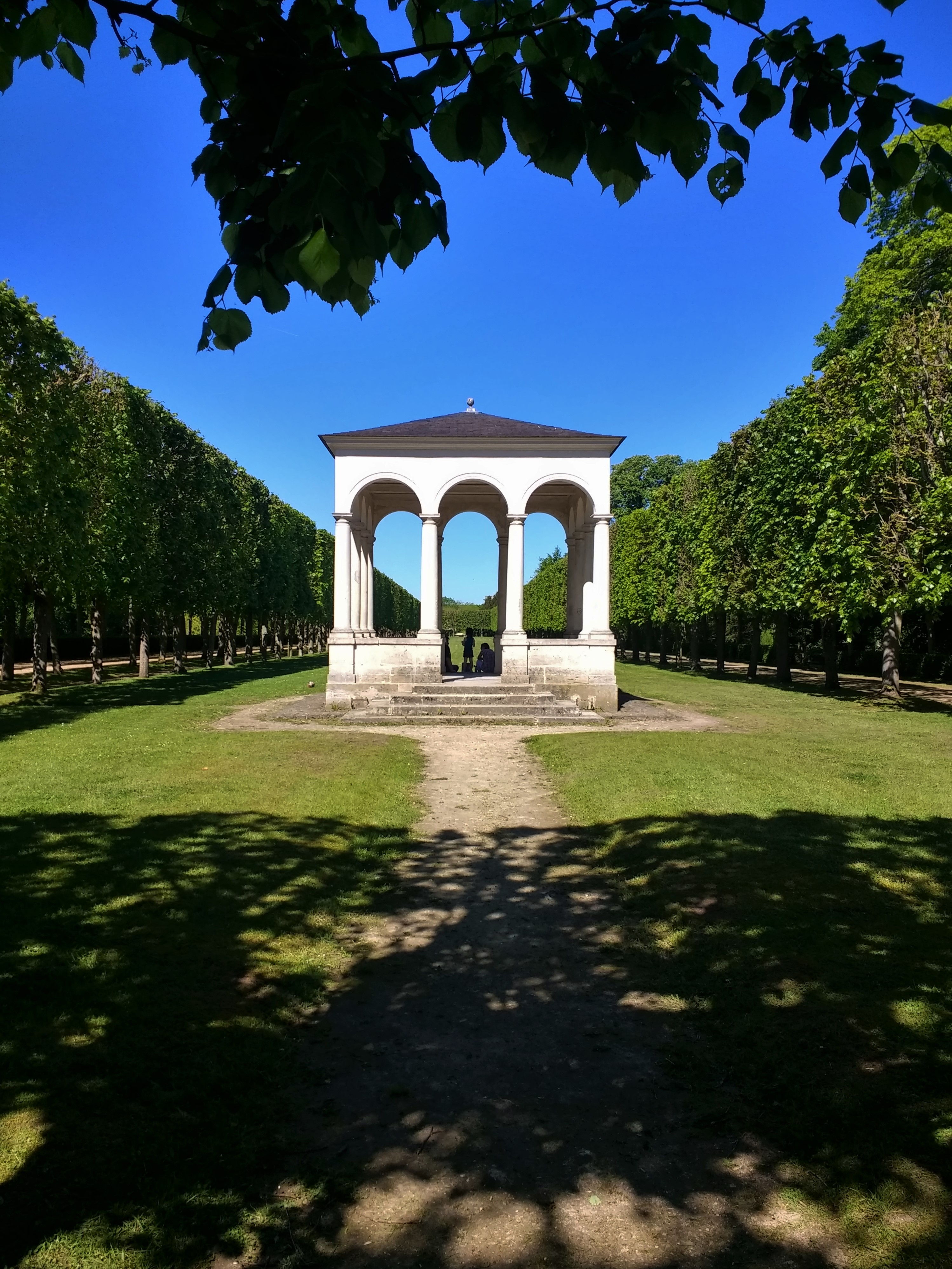
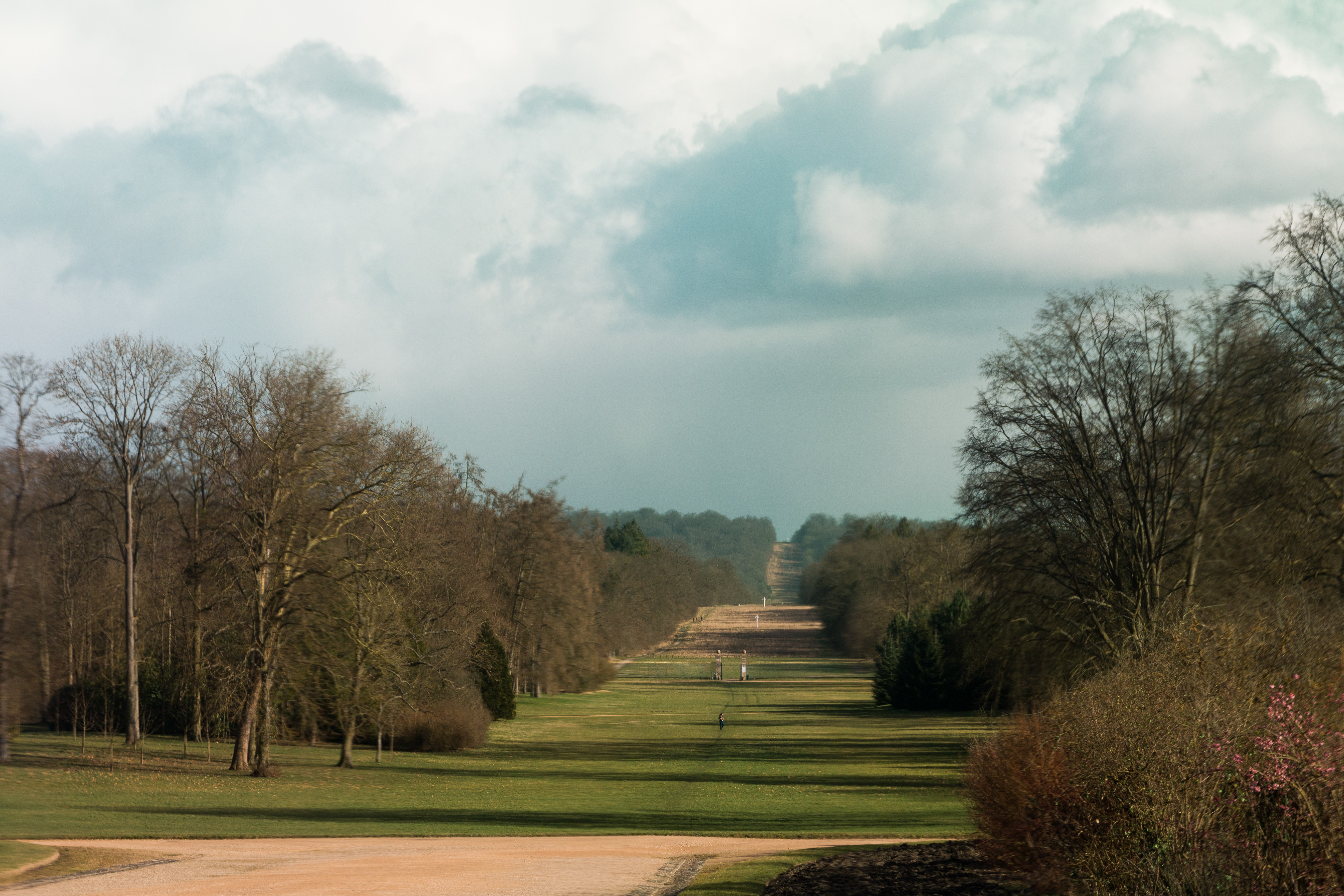
Avenue des Beaux-Monts.

### L'avenue des Beaux-Monts
L'avenue des Beaux-Monts longue de quatre kilomètres et large de soixante mètres, prolonge le Petit Parc et la vue depuis le château. Elle est ouverte en 1810 par Napoléon Ier pour évoquer la perspective du château de Schönbrunn à l'archiduchesse d'Autriche Marie-Louise. Elle est terminée deux ans après la mort de l'empereur, en 1823.

## Dans la culture

### Au cinéma
- En 1971, Les Mariés de l'an II de Jean-Paul Rappeneau.
- En 1994, La Reine Margot de Patrice Chéreau.
- En 2005, Cavalcade de Steve Suissa.
- En 2005, Palais royal ! de Valérie Lemercier.
- En 2021, Illusions perdues de Xavier Giannoli.

### À la télévision
En 2002, le château apparaît dans la mini-série historique Napoléon.
En 2015, une équipe de l'émission Secrets d'Histoire a tourné plusieurs séquences au château dans le cadre d'un numéro consacré à Napoléon Ier, intitulé Comment devient-on Napoléon ? , diffusé le 2 juin 2015 sur France 2.

### Événements
- 1er mai 1994 : Cérémonie de création de la Brigade de Transmissions du 3e Corps d'Armée.
- 4 octobre 2008-19 janvier 2009 : Exposition : Napoléon III et la Reine Victoria. Une visite à l'Exposition universelle de 1855.
- 9 juillet 2011 : Concert en plein air de Mika durant lequel il interprète plusieurs titres inédits en français.
- 2 mars 2013 au 1er avril 2013 : Exposition d'art contemporain « Futur Absolu » de l'artiste français Stephan Breuer (installation de « Prism Atemporal », une œuvre immatérielle monumentale de lumière pure dans la salle de Gardes)
- 30 avril 2013 : Concert gratuit en plein air de Superbus dans le cadre de leur tournée européenne, le « Sunset Tour ».
- 24 avril au 27 juillet 2015: Exposition "Napoléon Ier ou la légende des arts", en partenariat avec le Château royal de Varsovie
- 16 octobre 2015 au 1er février 2016: Exposition "Marcello, une femme artiste entre cour et bohème"
- 29 novembre 2019 au 23 mars 2020: Exposition "Concept-car. Beauté pure"
- 9 décembre 2021 au 28 mars 2022: Exposition "Vitesse" consacrée à l'histoire de la locomotion
- 16 mars 2022: Réouverture du Musée de l'Impératrice